# Cappella degli Scrovegni
De Cappella degli Scrovegni is een museum en historische christelijke kapel in de Italiaanse stad Padua. Ze is genoemd naar de opdrachtgever, Enrico degli Scrovegni, en is beroemd om de frescocyclus waarmee Giotto haast heel het interieur heeft beschilderd in 1303-1305. Daarin vat hij in 39 afzonderlijke scènes heel de Heilsgeschiedenis samen vanaf het huwelijk van Maria's moeder Anna tot de hemelvaart van Christus en het Laatste Oordeel. De frescocyclus wordt beschouwd als Giotto's belangrijkste werk; zijn invloed op de schilderkunst was zo groot dat de eerste helft van de 14e eeuw in de kunstgeschiedenis wordt omschreven als de "Giotto-tijd". Sinds 2021 staan Padua's veertiende-eeuwse frescocycli op de Unesco-Werelderfgoedlijst.

## Naam
De huidige eigenaar van de kapel, de stad Padua, duidt haar steeds aan als de Cappella degli Scrovegni. Die naam is de meest gebruikelijke, naast vroegere benamingen die nog voorkomen. Het betreft de namen:
- Cappella dell'Arena, de Arenakapel. Deze naam verwijst naar de locatie waar ze werd gebouwd: evenals het nu verdwenen palazzo van de familie Scrovegni volgt de gevel de ringmuur van de arena van het voormalige Romeinse amfitheater.[3]
- Chiesa di Santa Maria dell'Annunziata of kortweg Chiesa dell'Annunziata, Kerk van de Annunciatie. Dit was de oorspronkelijke benaming: aanvankelijk was ze namelijk opgedragen aan Maria-Boodschap, de Annunciatie.
- Oratorio di Santa Maria della Carità, het Oratorium van Onze-Lieve-Vrouw van Barmhartigheid.[4]

## Geschiedenis

### Stichting
De kapel werd in de eerste jaren van de 14e eeuw gebouwd in opdracht van Enrico degli Scrovegni, telg van een schatrijke familie uit Padua. Ze was via een zijdeur toegankelijk vanuit het palazzo dat Enrico in diezelfde periode liet bouwen op de ruïnes van het Romeinse amfitheater in zijn stad. De decoratie van de kapel vertrouwde hij toe aan Giotto di Bondone, die faam had verworven als schilder met zijn werk in Assisi, Rome, Rimini en in Padua zelf. De keuze van deze kunstenaar moest bijdragen aan het prestige van de familie en leiden tot de uitbreiding van haar invloed in de stad.
De Degli Scrovegni waren grootgrondbezitters en bankiers, die grote rijkdom hadden vergaard door woekerrente te eisen voor de kredieten die zij aan stadsgenoten verleenden. Vandaar de volksetymologische verklaring voor de familienaam, die zou zijn afgeleid van het Italiaanse woord scrofa, zeug. Het wapenschild van de familie draagt dan ook een zeug van azuur op een wit veld.
De kapel was bedoeld als grafkapel voor Enrico en zijn afstammelingen. Vaak wordt gesteld dat Enrico de kapel zou hebben laten oprichten als boetedoening voor het wangedrag van zijn vader Rinaldo (voluit: Reginaldo) di Ugolino die was overleden tussen 1288 en 1290. Deze laatste was een gewetenloos woekeraar die vele families van Padua geruïneerd had. Hij was zo berucht dat hij door Dante in zijn Divina Commedia wordt gesitueerd in de zevende ring van het Inferno: de dichter herkent Rinaldo Scrovegni aan het familiewapen dat is afgebeeld op de geldbuidel die om zijn nek hangt.
De stichter droeg de kapel op aan Maria-Boodschap. Deze keuze houdt zeker verband met Enrico Scrovegni's lidmaatschap van de gaudenten, een orde die was opgericht om woekeraars te bestrijden en de verering van Maria te verspreiden. De opdracht aan Maria blijkt overduidelijk uit de decoratie van het interieur, en tevens uit de feestdag waarop ze werd gewijd: de eerste inwijding van het bouwwerk in 1303 vond vermoedelijk plaats op 25 maart, de dag waarop de katholieke kerk de Boodschap aan Maria herdenkt. Dat ook de plechtige inwijding in 1305 (na de voltooiing van Giotto's frescocyclus) op dezelfde feestdag plaatsvond, mag als zeker worden beschouwd.
Hoewel de kapel initieel als familiekapel was bedoeld, werd ze reeds in de beginperiode opengesteld voor de publieke eredienst, wat in 1305 leidde tot protest van de monniken van het nabijgelegen augustijnenklooster.

### Verval en restauratiecampagnes
Weinig is bekend over de historie van de kapel tot aan het begin van de 19e eeuw. In 1827 werd het palazzo van de Scrovegni afgebroken, maar de kapel bleef wel gespaard. In 1881 werd ze bij notariële akte aangekocht door de stad Padua, die er begin 21e eeuw nog steeds de eigenaar van is. Daarbij werd ze ook onttrokken aan de eredienst.
Tegen het einde van de 18e eeuw was de kapel in slechte staat: het gebouw vertoonde grote scheuren en barsten, regenwater sijpelde naar binnen, er ontstond uitbloei, de kleuren van de verflaag werden dof en vervaagden. Het azuur verpulverde en de gouden aureolen waren zwart geworden. Vooral het Laatste Oordeel op de binnenzijde van de voorgevel was sterk aangetast, dit ten gevolge van de instorting van de 15e-eeuwse portiek: de bepleistering was op diverse plaatsen weg of dreigde los te komen. Over een aantal scènes waren rasterlijnen aangebracht om er kopieën van te maken; in andere zaten gaten van de spijkers die daar ooit in waren geslagen om de kapel op feestdagen te versieren met tapijten. Restauraties waren uitgevoerd, maar niet altijd even vakkundig: sommige scènes waren helemaal herschilderd, soms met ruwe penseelstreken of op de droge bepleistering i.p.v. al fresco.
Vanaf 1869 werden nauwgezette restauraties uitgevoerd. In 1881 werd de kapel aangekocht door de stad Padua, en snel daarna werden de restauraties voortgezet tot in 1897. In het midden van de 20e eeuw volgde een nieuwe restauratiecampagne waarbij men een experimentele techniek heeft toegepast die mettertijd echter desastreus bleek.
In de jaren 1988-2000 werden het gebouw en de chemische en biologische vervuiling van de fresco's grondig onderzocht, waarna de fresco's in 2001-2002 werden gerestaureerd door een ploeg van 65 restaurateurs. Om te voorkomen dat stof (dat vaak vermengd is met vervuilende elementen) en waterdamp de fresco's opnieuw zouden aantasten, werd het microklimaat in de kapel beschermd door een luchtzuiveringsinstallatie en de inrichting van een zogenaamde technologisch uitgeruste toegangsruimte ("Corpo tecnologico attrezzato di accesso"): een soort sas waar de bezoekers een poos moeten verblijven voor ze toegang krijgen tot de kapel.

## Architectuur

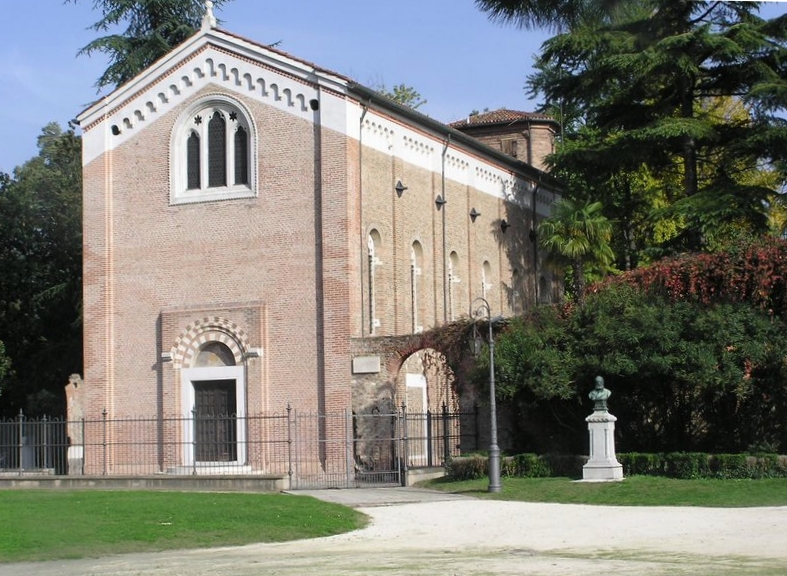
De westgevel en de zuidzijde van de kapel

Het gebouw is veel groter dan de benaming Cappella doet vermoeden. Het bestaat uit een enkel schip waarop het koor aansluit. Het schip heeft een lengte van 20,88 m en is 8,41 m breed en 12,65 m hoog; het gewelf ervan is tonvormig. Het koor waar het altaar staat is nagenoeg vierkant (4,49 × 4,31 m). De vijfhoekige apsis verlengt het koor en wordt achteraan door twee schuine muren taps versmald. Boven de apsis steekt de klokkentoren van bescheiden hoogte uit. De sacristie komt via een deur uit in het koor.
De kapel is overeenkomstig de christelijke gewoonte zo gesitueerd dat het koor naar het oosten is gericht. De oorspronkelijke ingang bevindt zich in de voorgevel aan de westzijde, maar wordt niet meer gebruikt. De noordelijke wand van het schip is volledig gesloten. Het daglicht valt binnen door het drieledige gotische raam in de voorgevel, zes smalle boogramen aan de zuidzijde, twee in de schuine muren van de apsis en een klein rond venster in de muur daartussen. De overgang tussen romaanse en gotische bouwkunst blijkt uit de voorgevel waar een rondboog drie spitsboogramen overspant, en uit het samengaan van een tongewelf boven het schip met een kruisribgewelf boven het koor en de apsis.
Onder het schip was een ondergrondse ruimte gelegen met dezelfde oppervlakte, die was ingericht als refter voor de gaudenten.
In de 15e eeuw werd tegen de voorgevel aan een portiek gebouwd, maar die werd niet heropgericht nadat ze was ingestort in 1817. Eveneens in de 15e eeuw werden op de buitenzijde van de gevel fresco's aangebracht die evenmin bewaard zijn.

## Frescocyclus

### Auteur en uitvoering
Op de vloer na is het interieur volledig gedecoreerd met fresco. De beschildering van het tongewelf en de frescocyclus die de zijmuren, de binnenzijde van de voorgevel en de triomfboog bedekt voor een totale oppervlakte van 1.100 m², zijn het werk van de Toscaanse schilder-architect Giotto di Bondone. Voor de uitvoering van zijn ontwerp deed hij een beroep op een groot aantal assistenten. Volgens sommigen werd hij bijgestaan door een twintigtal medewerkers, volgens anderen zelfs door veertig: niet enkel timmerlui voor het bouwen van de stellingen, stukadoors voor het aanbrengen van de bepleistering en hulpjes voor het prepareren van de verf, maar ook schilders voor de uitvoering van Giotto's ontwerpen. Dit neemt niet weg dat de decoratie van het schip een homogeen geheel vormt. Enkel specialisten kunnen de hand van medewerkers meermaals herkennen. Omdat hun namen niet zijn overgeleverd, worden zij geïdentificeerd als "de Meester van Sint-Nicolaas" of "de Meester van het Kapittel".
Bij restauratie na de Tweede Wereldoorlog kon op basis van onderzoek worden vastgesteld dat de fresco's in 852 "giornate" zijn uitgevoerd: 88 voor het gewelf, 76 voor de triomfboog, 245 voor de zuidwand, 250 voor de noordwand en 193 voor de binnenzijde van de voorgevel. Een "giornata" is hierbij te begrijpen als een oppervlakte die in één dag kan worden bepleisterd én beschilderd: de frescotechniek vereist immers dat de bepleistering nog vochtig is wanneer de verf wordt aangebracht.

### Voorstellingen

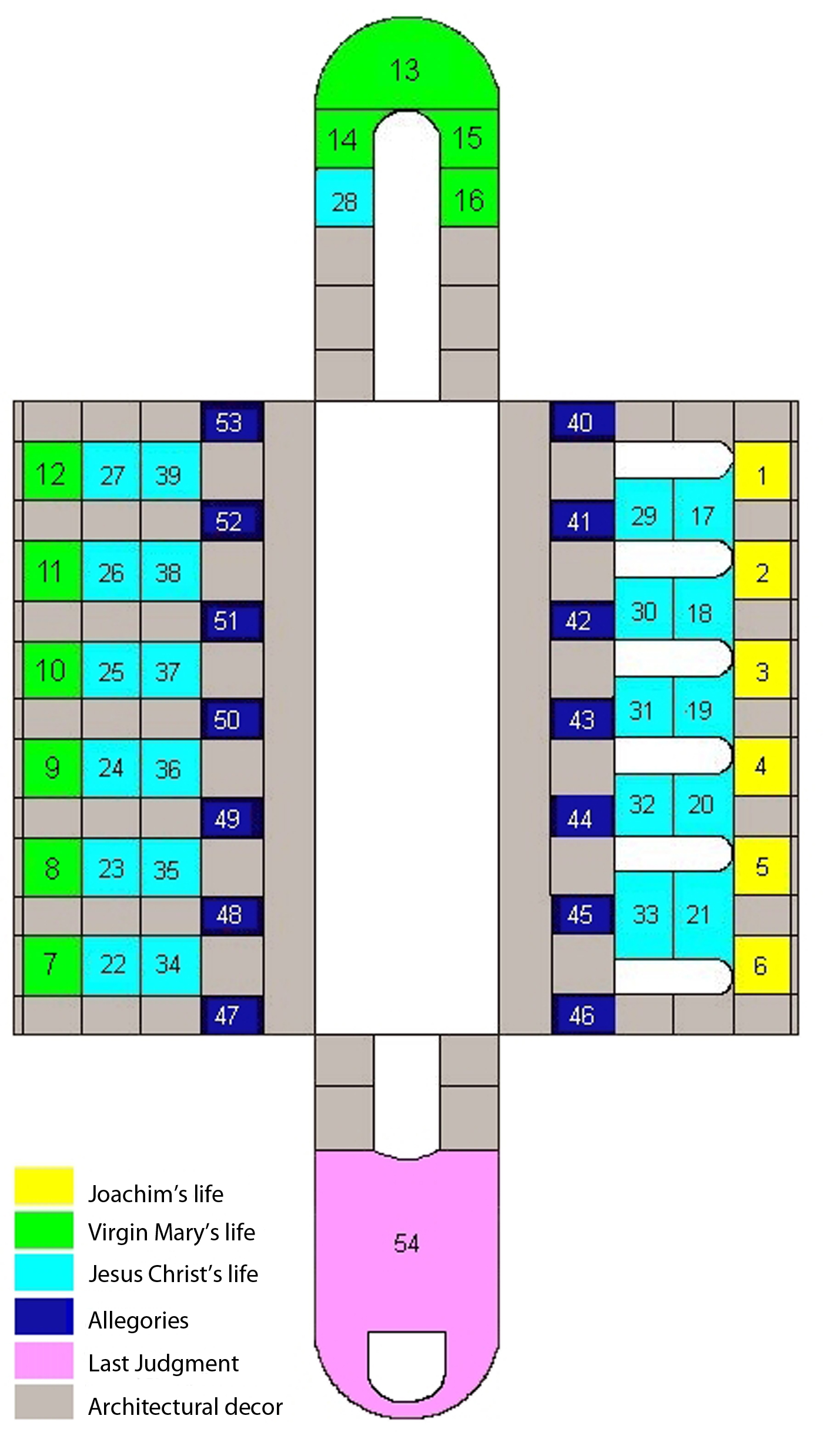
Fresco's in tekening

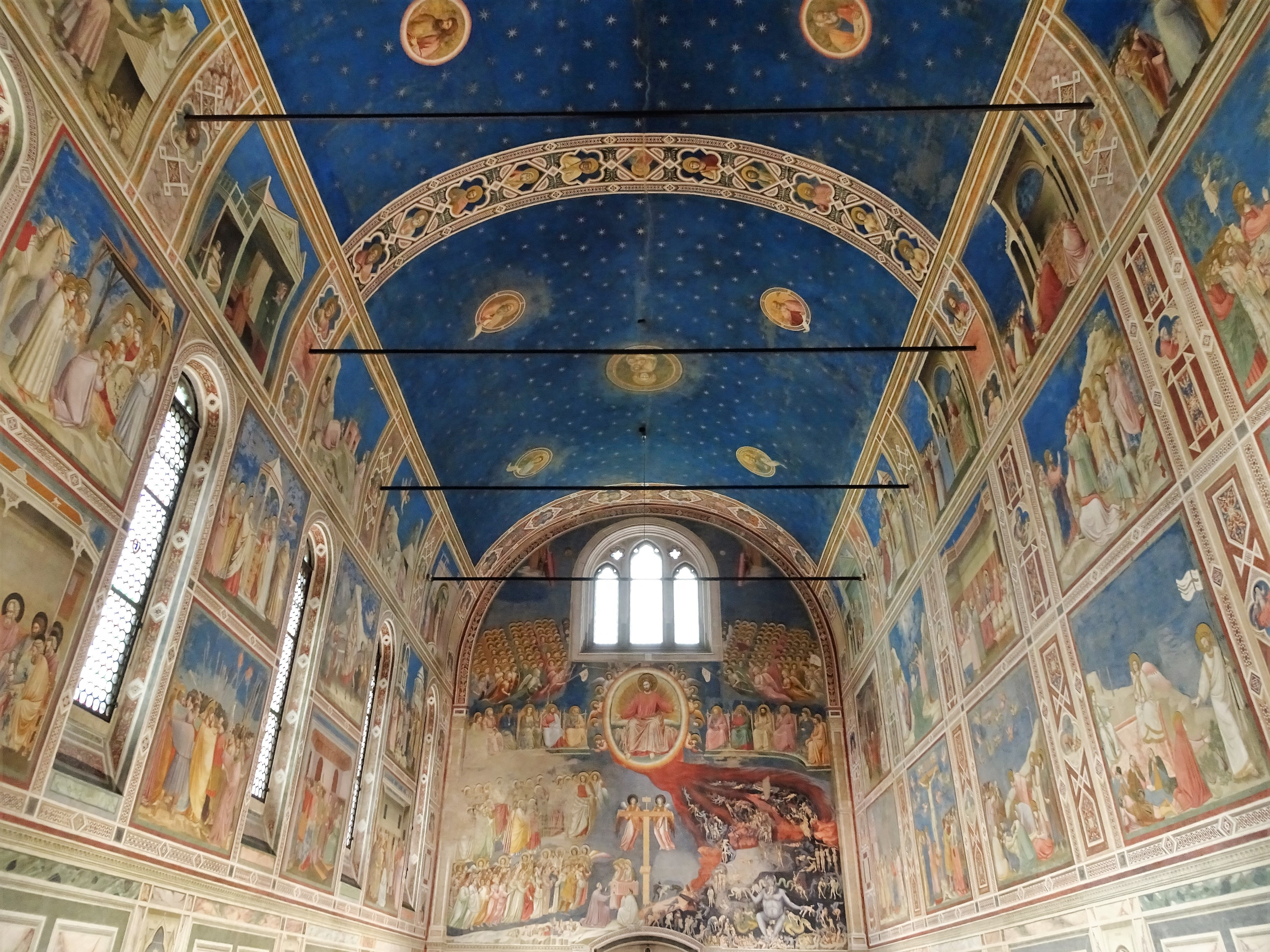
Het interieur gezien vanaf het koor

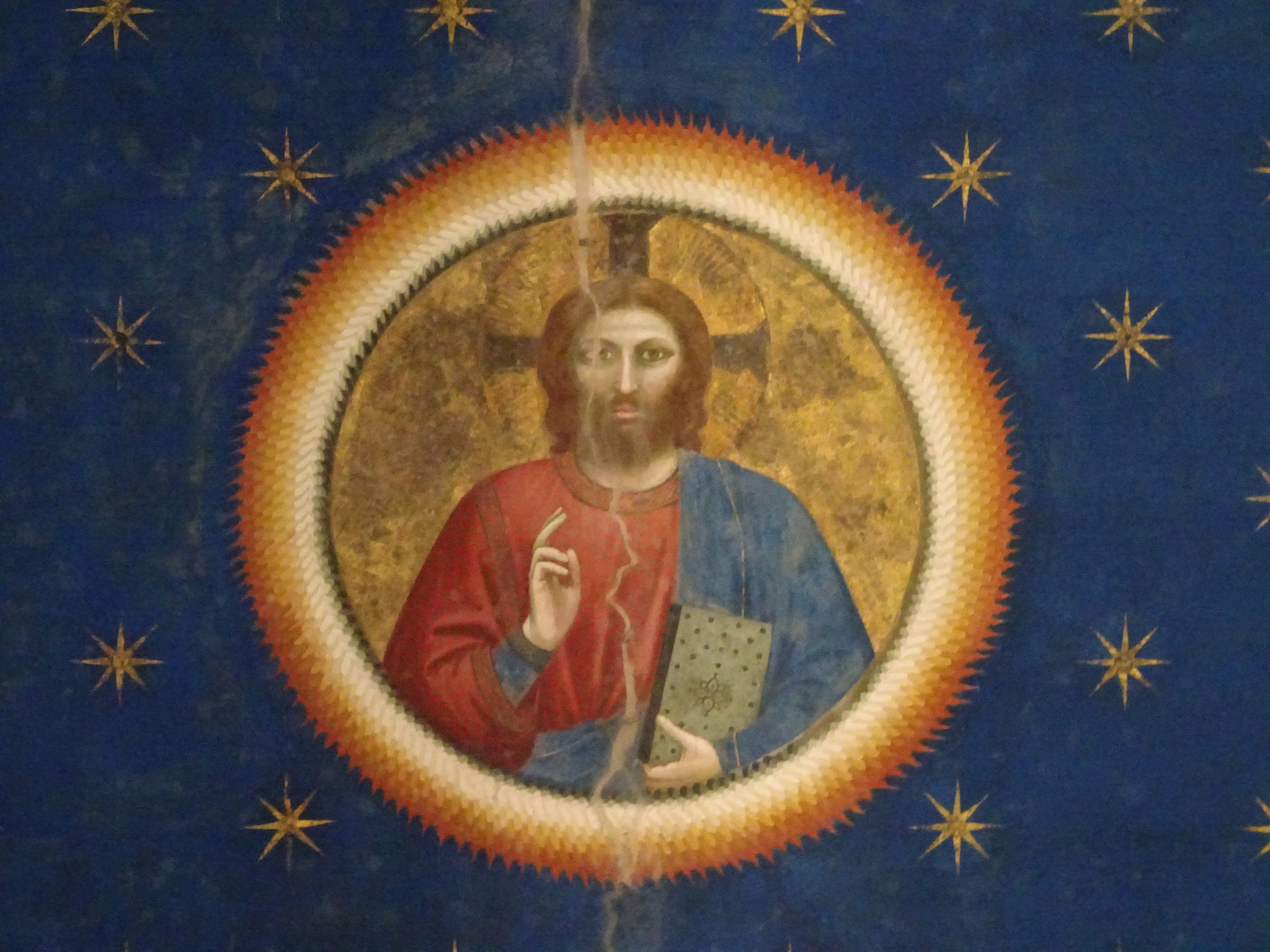
Zegenende Christus op het gewelf

De zuidwand en de noordwand van het schip beelden de Heilshistorie uit in 39 afzonderlijke maar opeenvolgende taferelen die meestal 200 × 185 cm groot zijn en verdeeld zijn over drie horizontale registers. De cyclus begint bovenaan de zuidwand naast de triomfboog, loopt over het hele schip tot aan de binnenzijde van de voorgevel en gaat dan bovenaan de noordelijke wand terug naar de triomfboog. Het verhaal gaat daaronder verder in het tweede en nadien het derde register volgens dezelfde rondgang. Hierbij komen achtereenvolgens aan bod: het verhaal van Joachim en zijn vrouw Anna; verhalen uit het leven van Maria; scènes uit het leven van Jezus en het verhaal van zijn passie. Drie scènes op de triomfboog vormen de overgang van het eerste naar het tweede register, en een andere scène voert de blik van de toeschouwer van het tweede naar het derde register. De 39 scènes vormen een doorlopend verhaal; hun samenhang wordt verduidelijkt doordat de personages die meermaals terugkeren, telkens herkenbaar zijn aan hun kledij (bijvoorbeeld de gele mantel van Judas).
Voor de keuze van de voorgestelde taferelen werd Giotto geïnspireerd door een theoloog; een van de conjecturen is dat het gaat om de augustijner monnik Alberto da Padova, een tijdgenoot van Giotto die onder andere in Bologna en Parijs heeft gedoceerd. Anderen vermoeden dat het gaat om een lid van de gaudenten of om een aartspriester van de kathedraal van Padua.
Onder deze drie horizontale registers fungeert een vierde register op beide zijmuren als sokkel; daarop figureren allegorieën van de zeven Deugden en de zeven Ondeugden. De binnenzijde van de voorgevel beeldt het Laatste Oordeel uit.
Onderstaand volgen de afbeeldingen van de scènes, telkens gevolgd door toelichtingen en opmerkingen betreffende de stijl.

#### Tongewelf
Het tongewelf is als een hemel van azuur die bezaaid is met sterren. In medaillons zijn Christus, Maria, de vier evangelisten en profeten voorgesteld.

#### Eerste register
Terwijl de taferelen van het tweede en derde register ons vertrouwd kunnen voorkomen uit het Nieuwe Testament, beelden de twaalf scènes van het eerste register gebeurtenissen uit die nu vrijwel onbekend zijn: ze zijn namelijk niet gebaseerd op de Bijbel, maar onder andere op de apocriefe evangeliën en op de Legenda Aurea. De zuidwand vertelt het verhaal van Joachim en Anna die na langdurige kinderloosheid toch een kind verwachten. Zij worden de ouders van Maria, wier jeugd wordt samengevat op de noordwand.

#### Zuidwand, het leven van Joachim, vader van de Maagd Maria

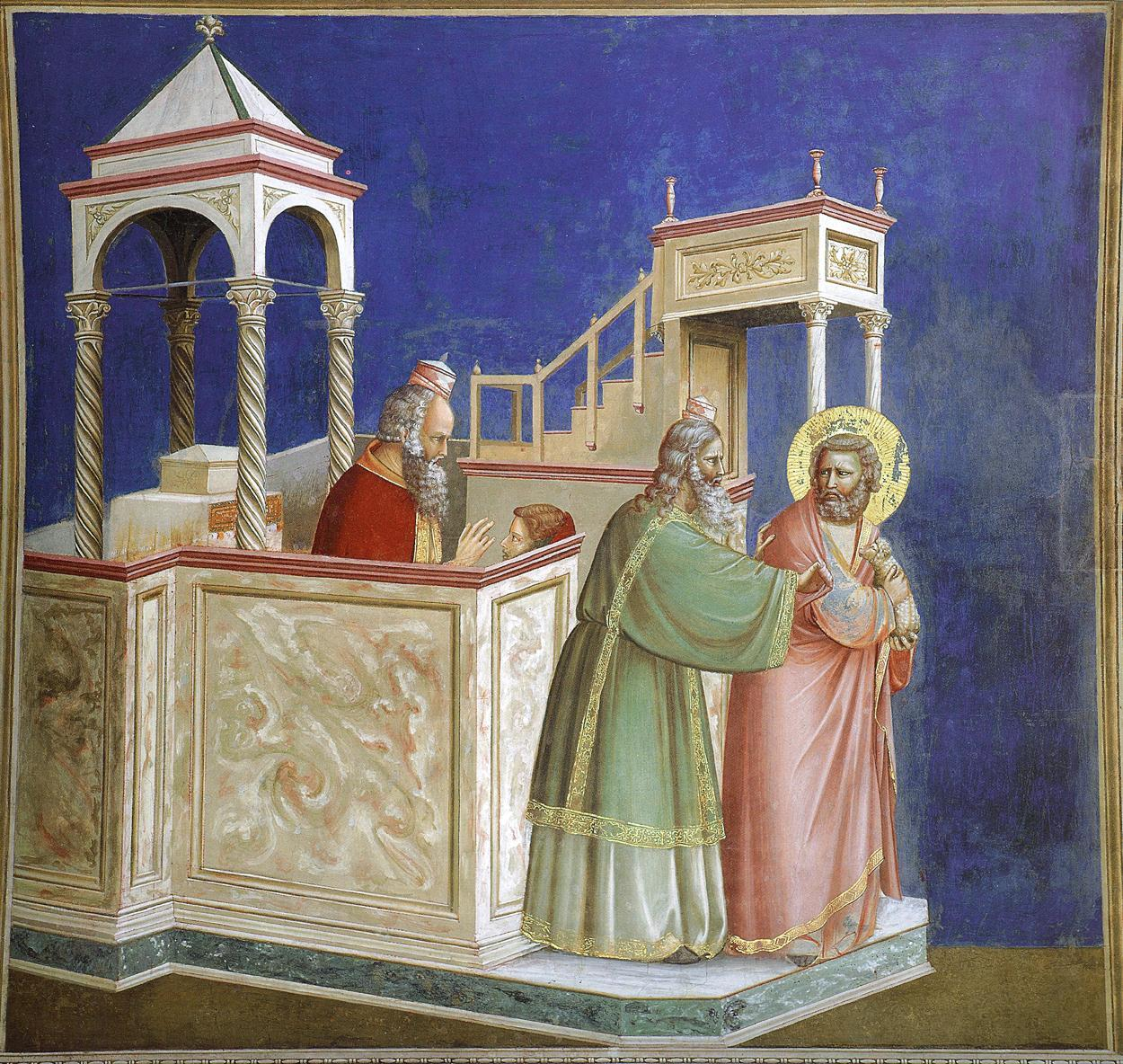
1. Joachim voor de tempel
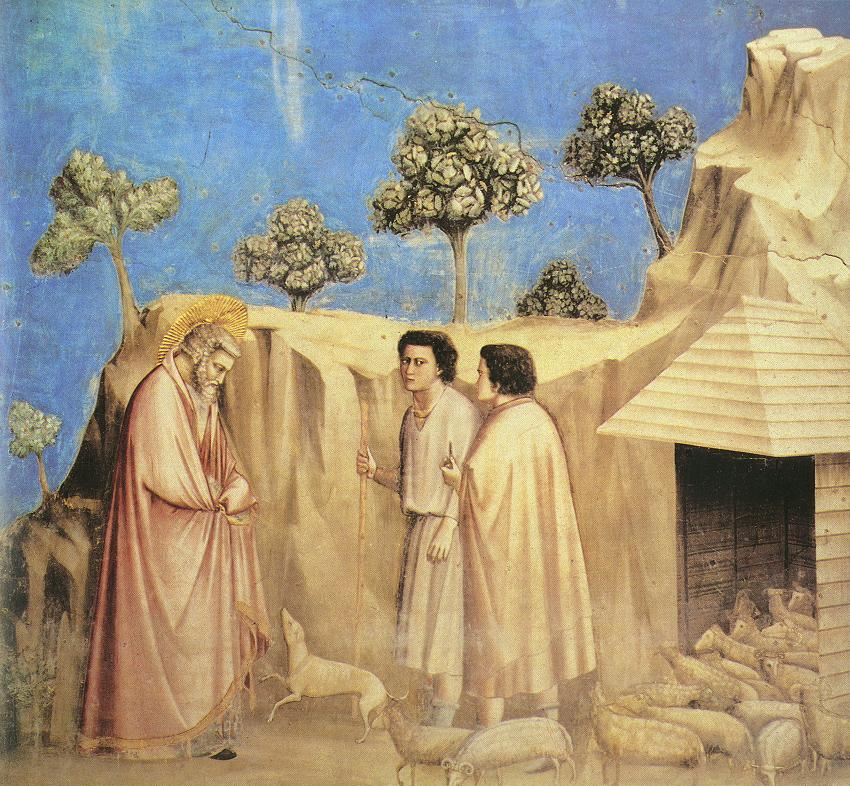
2. Joachim bij de herders
3. De boodschap aan Anna
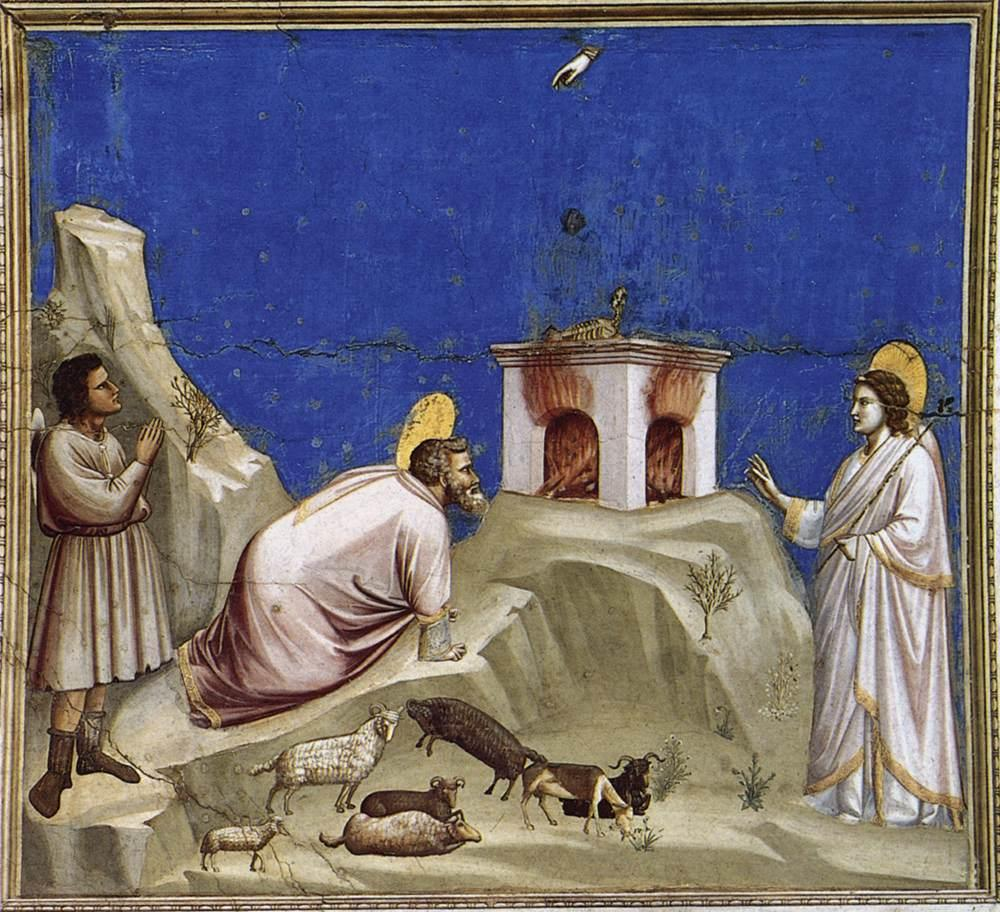
4. Het offer van Joachim
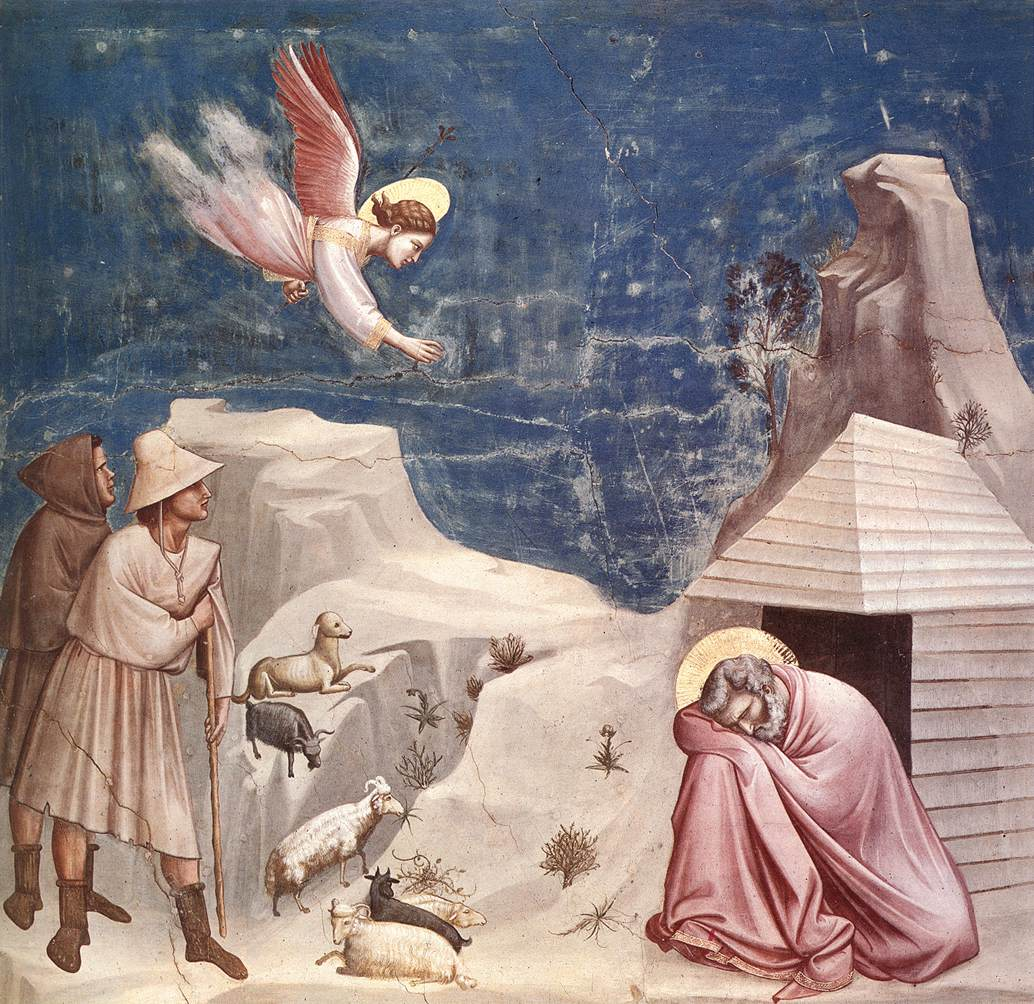
5. De droom van Joachim
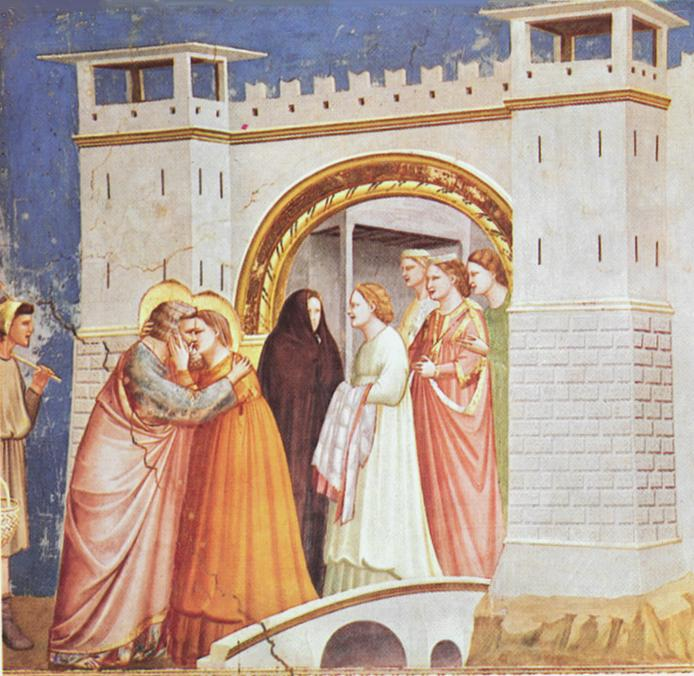
6. Joachim en Anna voor de Gouden Poort

- Scène 1: Met een toornige blik ontzegt een joods priester de bejaarde Joachim de toegang tot de tempel omdat zijn huwelijk met Anna na twintig jaar nog steeds kinderloos is, wat gezien werd als een straf van God. Bedroefd druipt Joachim af met het lam dat hij niet heeft kunnen offeren. De tempel is opengewerkt, zodat we daarin een andere priester voor het altaar kunnen zien.
- Scène 2: Moedeloos trekt Joachim zich terug bij de schaapherders in de woestijn. Enkel de hond begroet hem vrolijk, terwijl de herders betekenisvolle blikken met elkaar uitwisselen. Het gestileerde landschap dat tot de essentie is gereduceerd, suggereert de barre omgeving waar Joachim in terechtkomt.
- Scène 3: Terwijl Joachims vrouw Anna thuis geknield bidt, verschijnt haar een engel die aankondigt dat ze zwanger zal worden. Voor de deur van het huis zit een meid te spinnen. Giotto laat één zijde van het huis open, zodat we het tafereel binnen kunnen zien als in een opengewerkte doos.
- Scène 4: Nog steeds in de woestijn knielt Joachim voor het offer dat hij brengt. Een engel (rechts) en Gods zegenende hand (helemaal bovenaan) geven te kennen dat zijn offer nu wel aanvaard wordt. Dit blijkt ook uit de gebedshouding van de herder die het gebeuren bijwoont.
- Scène 5: Terwijl Joachim zittend slaapt voor de schaapsstal, verschijnt hem een engel die hem de zwangerschap van zijn vrouw aankondigt. Ook hier zijn herders getuigen van het tafereel.
- Scène 6: Joachim is teruggekeerd naar Jeruzalem, en wordt voor de Gouden Poort begroet door Anna die haar man tegemoet is getreden. De ontmoeting vindt plaats op de brug, symbool voor de overgang naar hun nieuwe leven samen. Het gaat duidelijk om een bejaard koppel, en hun tedere kus suggereert de liefde waaruit het kind geboren zal worden ondanks hun hoge leeftijd. We zien een treffend beeld van blijde ontroering en tederheid: de lichamen neigen naar elkaar toe, en hun gezichten versmelten in elkaar. Het gezelschap van Anna (rechts) komt in de vreugde delen.

##### Noordwand, het leven van de Maagd Maria

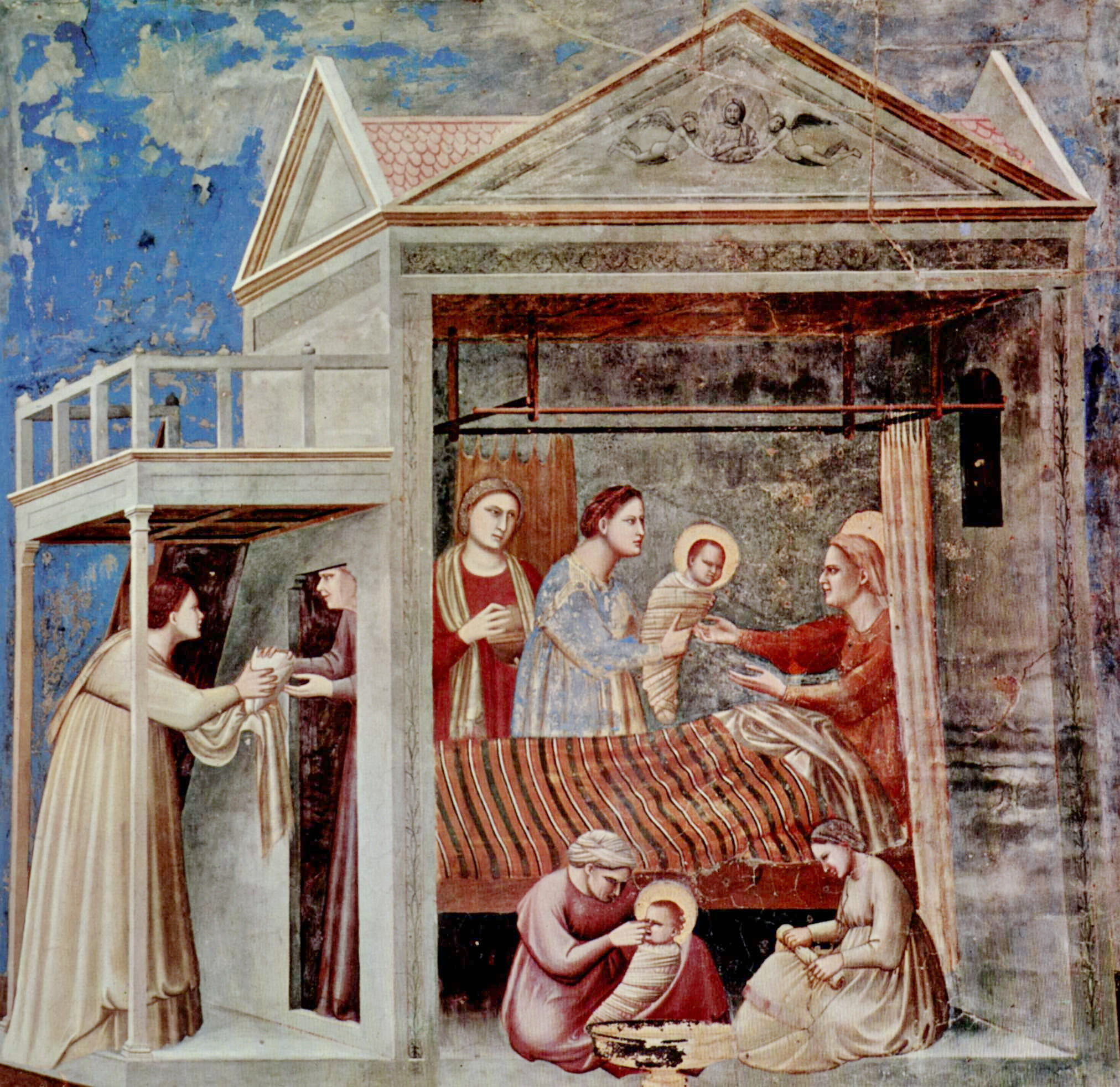
7. De geboorte van Maria
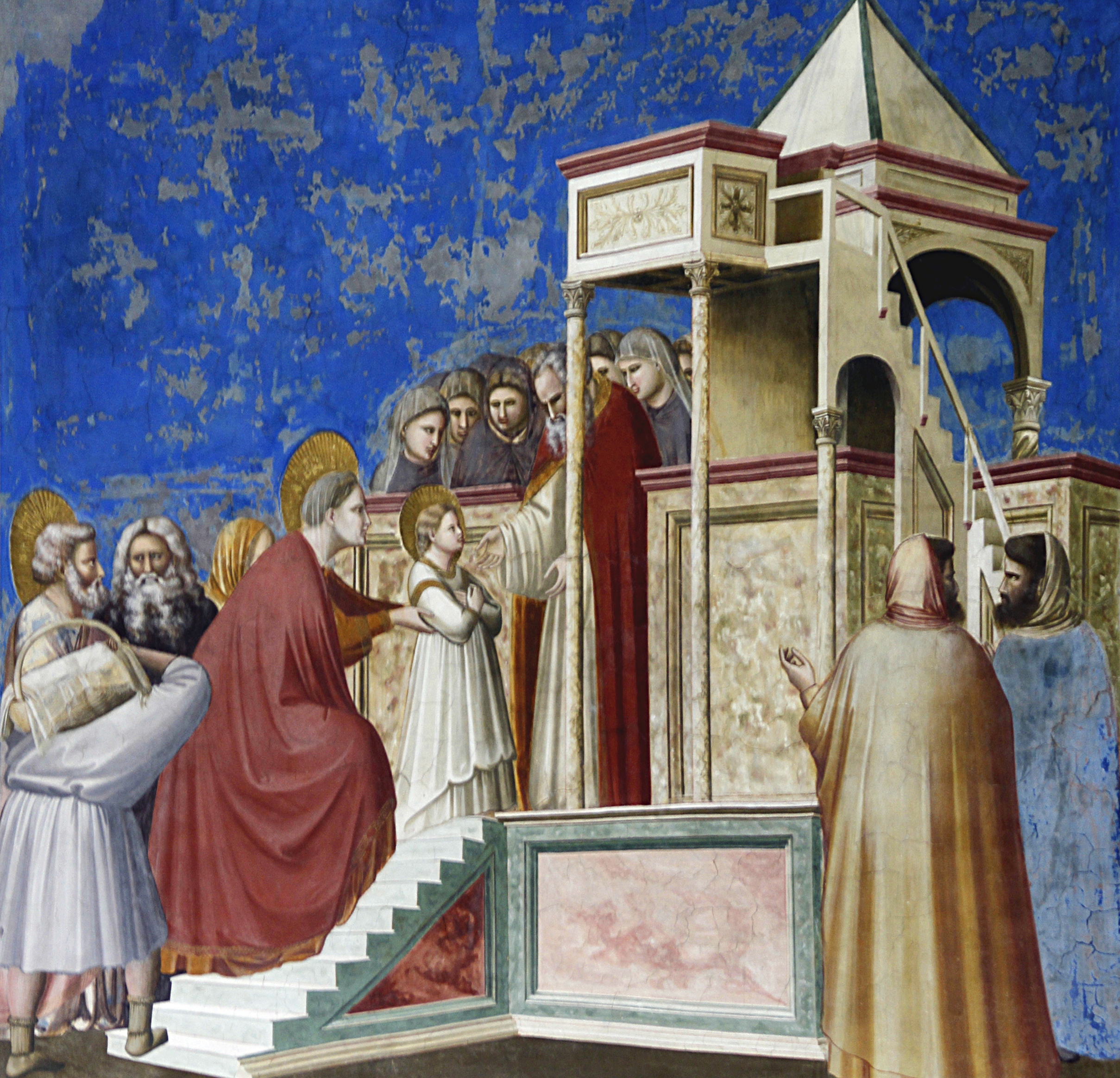
8. De opdracht van Maria in de tempel
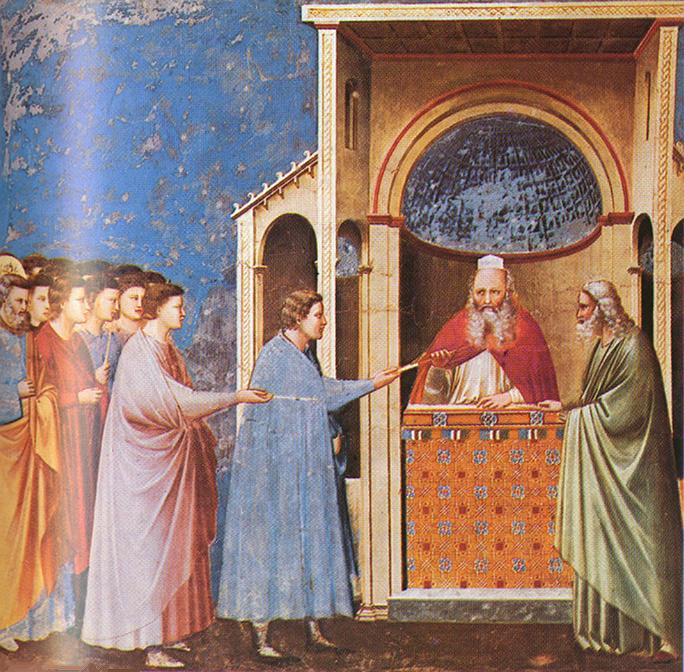
9. De jongemannen brengen hun twijg naar de tempel
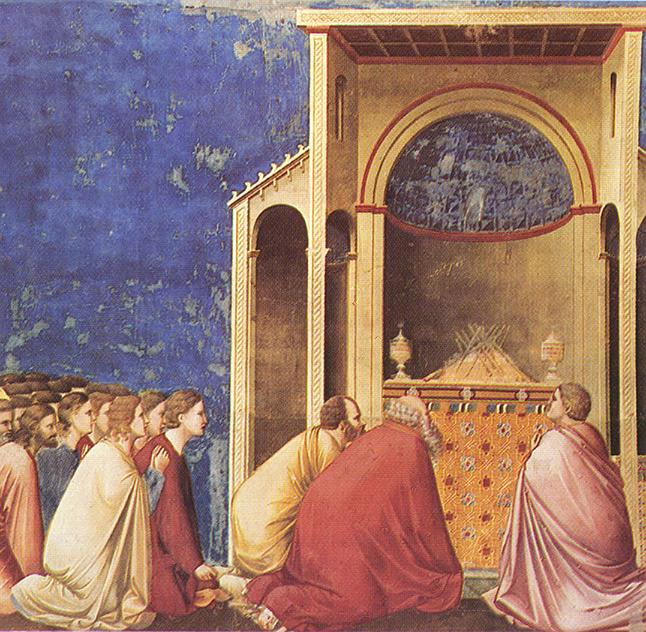
10. De jongemannen bidden dat het wonder zich voltrekt
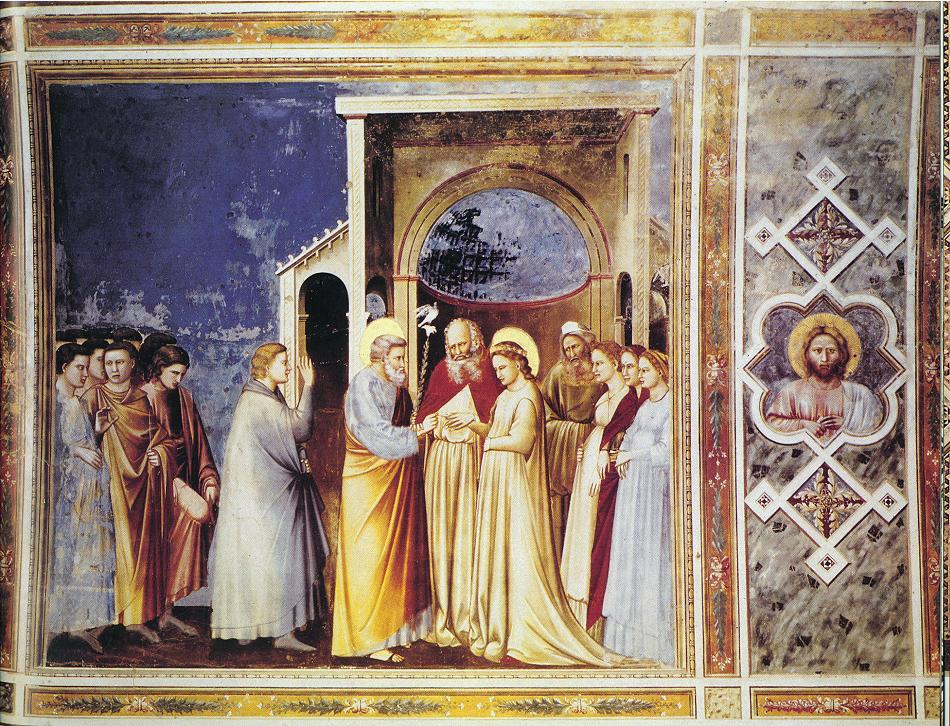
11. Het huwelijk van Maria
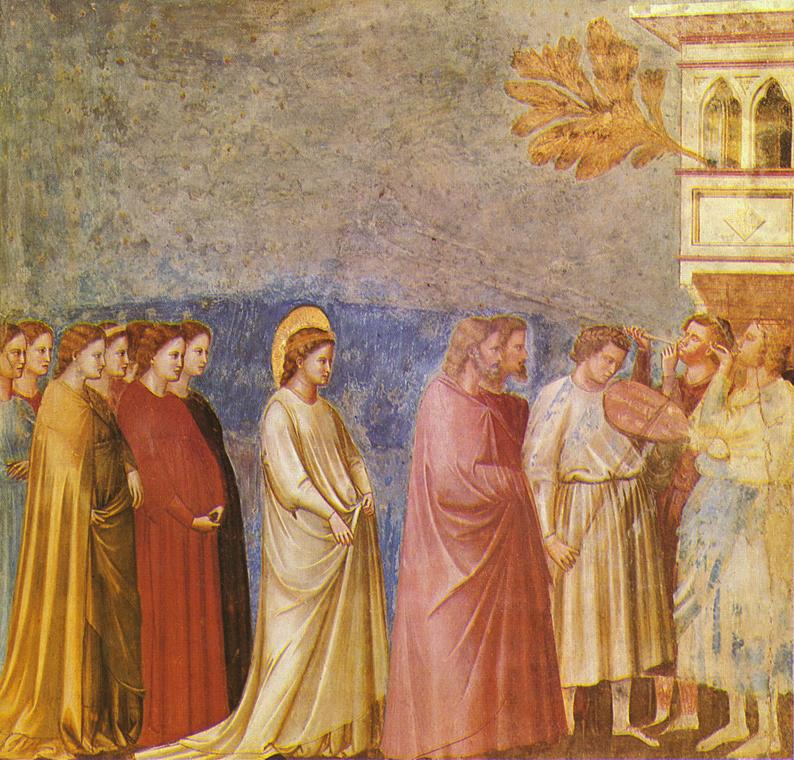
12. De bruiloftsstoet van Maria

- Scène 7: Weer terug in hun huis is Anna bevallen van een dochter die de naam Maria zal krijgen. De moeder zit rechtop in bed, en neemt het kind aan dat de vroedvrouw heeft ingebonden. Het kind is nogmaals aanwezig in het tweede tafereel op de voorgrond: twee meiden verzorgen de pasgeborene. Het exterieur wordt verbonden met het interieur door een vrouw die in de deuropening een geschenk aanneemt van een vrouw die in het voorportaal staat.
- Scène 8: Wanneer Maria drie jaar is, brengen Joachim en Anna haar naar de tempel om haar aan God op te dragen.
- Scène 9: Omdat Maria aan God is gewijd, moet haar toekomstige echtgenoot door een mirakel aangewezen worden. De huwelijkskandidaten brengen elk een twijg naar de tempel, en hij wiens twijg tot bloei zou komen, zou uitverkoren zijn. Links staan een aantal jongemannen klaar om hun twijg te overhandigen aan de priester Zacharias die hen opwacht in de tempel. Jozef staat uiterst rechts; ook hij brengt een twijg aan, maar volgens de apocriefe evangeliën leek hij al te oud om uitverkoren te worden als echtgenoot van Maria: hij was immers al weduwnaar.
- Scène 10: De jongemannen en Zacharias bidden voor het altaar in de tempel opdat een van de twijgen tot bloei zou komen. Evenals de vorige scène speelt ook deze zich af voor het rijkelijk versierde altaar in de apsis van de tempel.
- Scène 11: Opnieuw in de tempel wijdt de priester het huwelijk van Maria met Jozef in. De bruidegom schuift de huwelijksring over de vinger van Maria die, als een zwangere vrouw, haar hand op haar buik laat rusten.
- Scène 12: Maria wordt in een stoet naar haar ouderlijk huis begeleid. De processie wordt opgevrolijkt door muzikanten.

#### Triomfboog

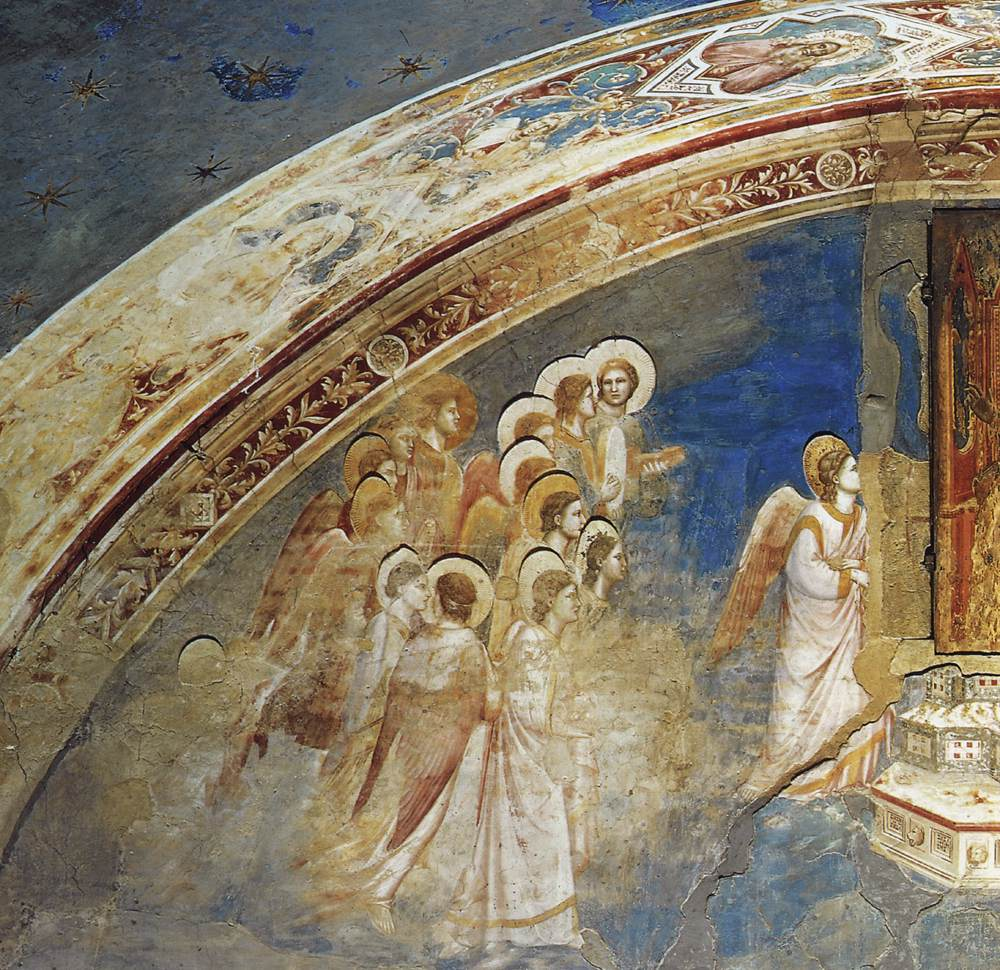
13L God zendt engel Gabriël (links van God de Vader)
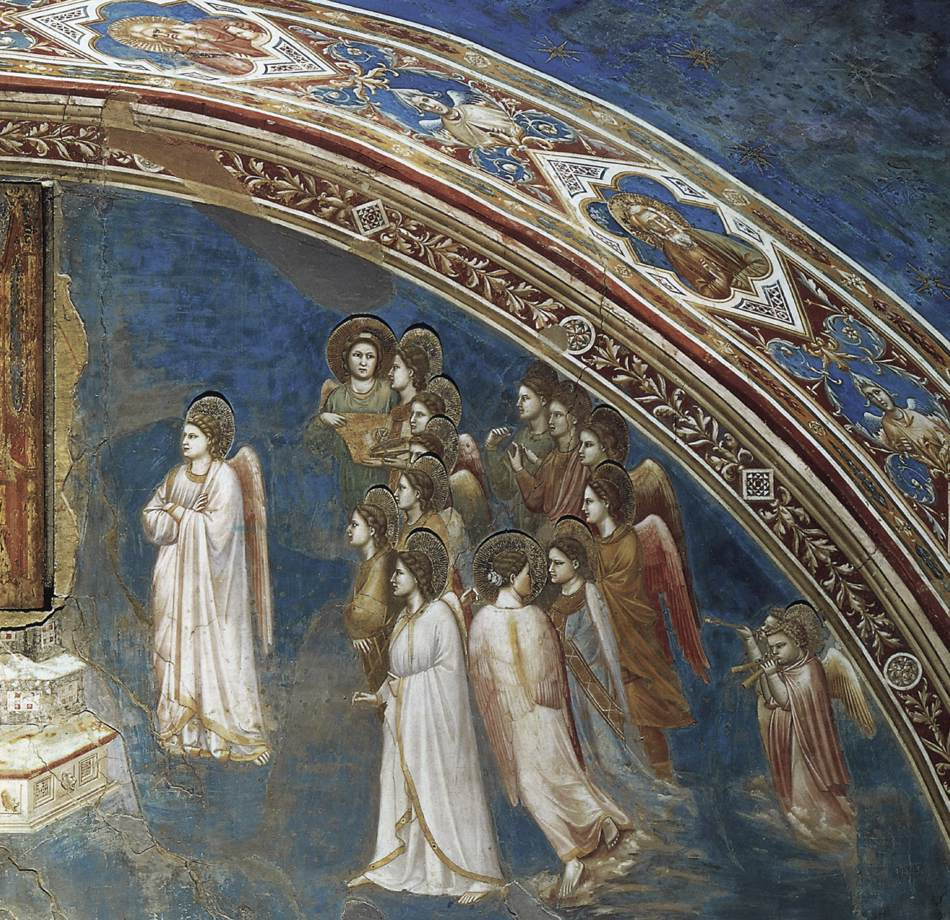
13R God zendt engel Gabriël (rechts van God de Vader)

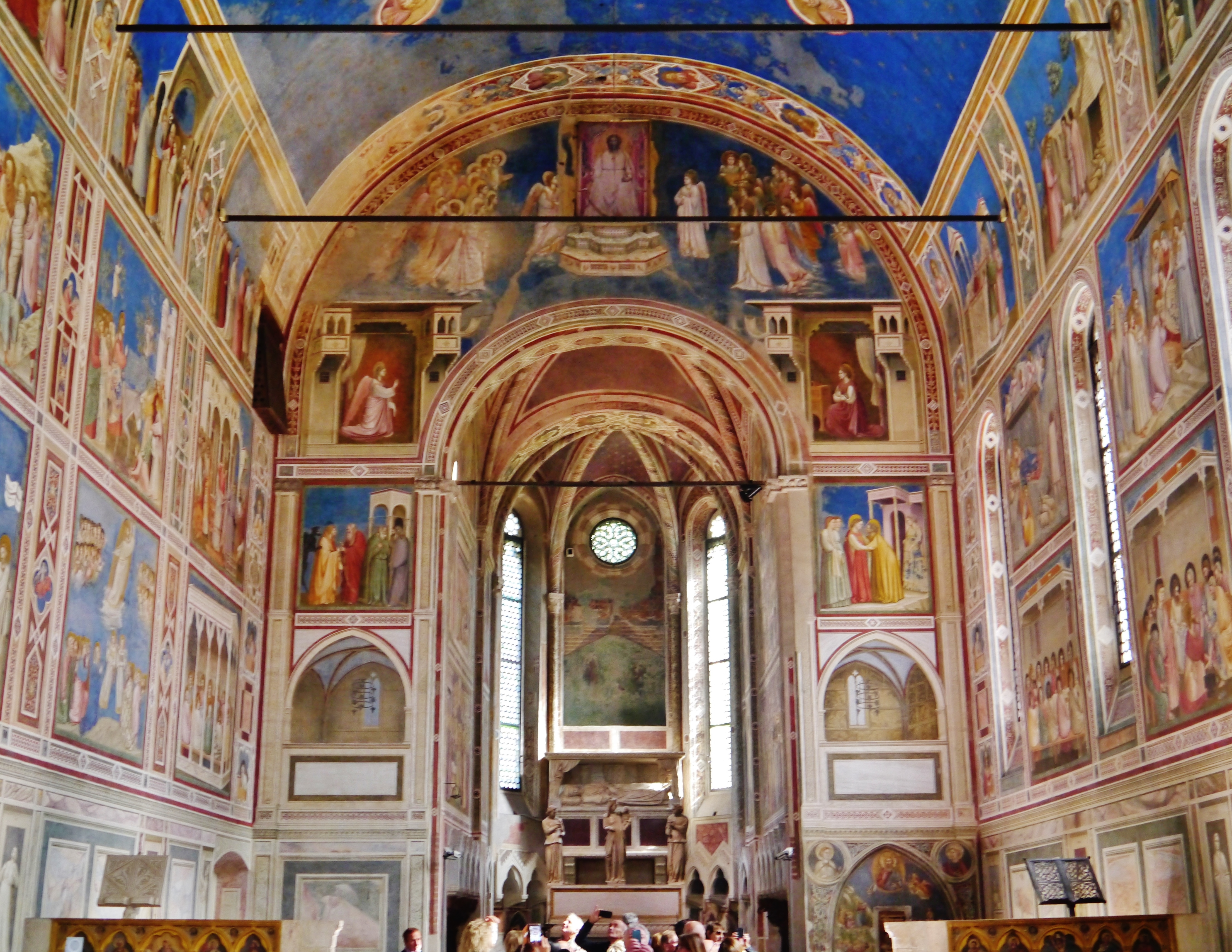
De triomfboog

Centraal in de lunet van de triomfboog troont bovenaan God de Vader te midden van engelen (scène 13). Merkwaardig genoeg is het rechthoekige gedeelte waarin God is voorgesteld niet uitgevoerd in fresco, maar in tempera op een populierenhouten paneel; zijn vergulde aureool is verloren gegaan. Het paneel sloot naadloos aan op het omringende frescogedeelte dat begint bij de twee engelen aan zijn zijden en bij de drie treden onder zijn troon. Thans wordt het originele paneel bewaard in de Musei Civici (Stedelijke Musea) van Padua; op de triomfboog in de kapel is een fotografische reproductie aangebracht. De reden waarom de figuur van God de Vader als enige van de hele cyclus niet in een muurfresco is weergegeven maar op paneel, zou zijn dat dit houten paneel bij de plechtige viering van Maria-Boodschap op 25 maart werd weggedraaid om vanuit de achterliggende ruimte een duif te laten opstijgen als symbool van de Heilige Geest: van hem immers heeft de maagd Maria volgens de christelijke traditie haar kind ontvangen. Deze veronderstelling wordt ondersteund door het feit dat het paneel rust op twee scharnieren aan de linkerzijde.

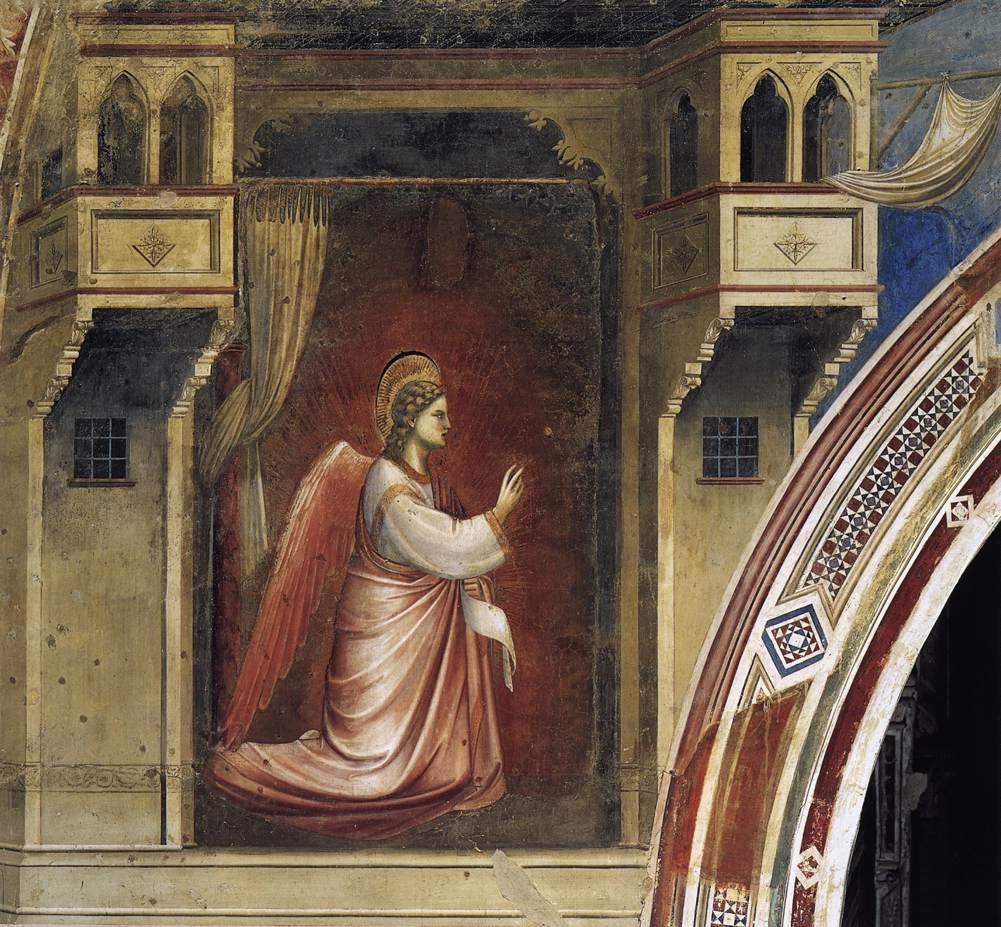
14. engel Gabriël (links)
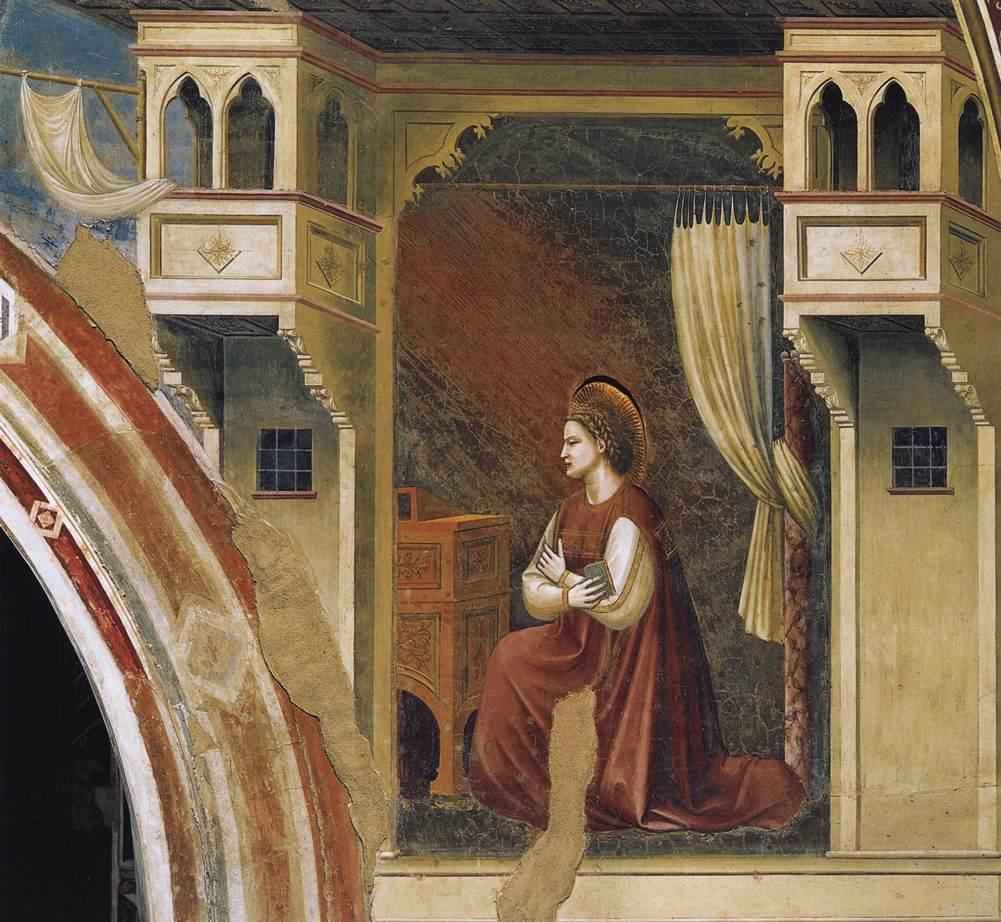
15. de Maagd ontvangt de boodschap (rechts)
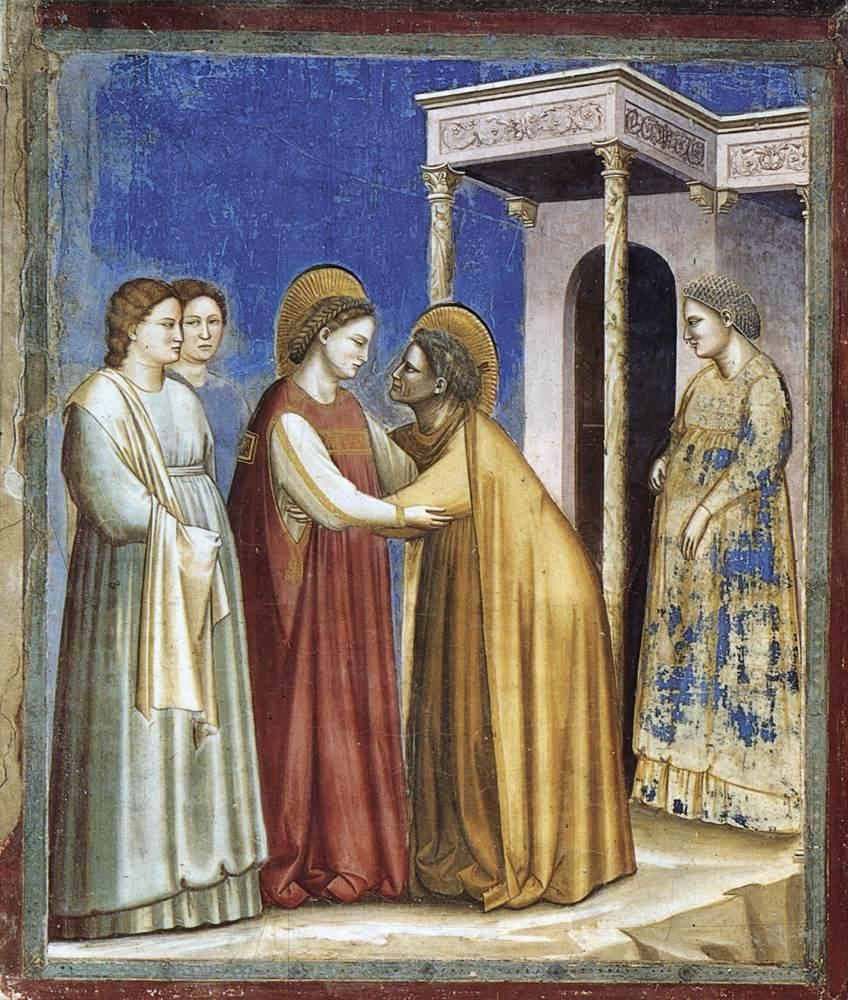
16. Maria bezoekt Elisabet (onder scene 15)
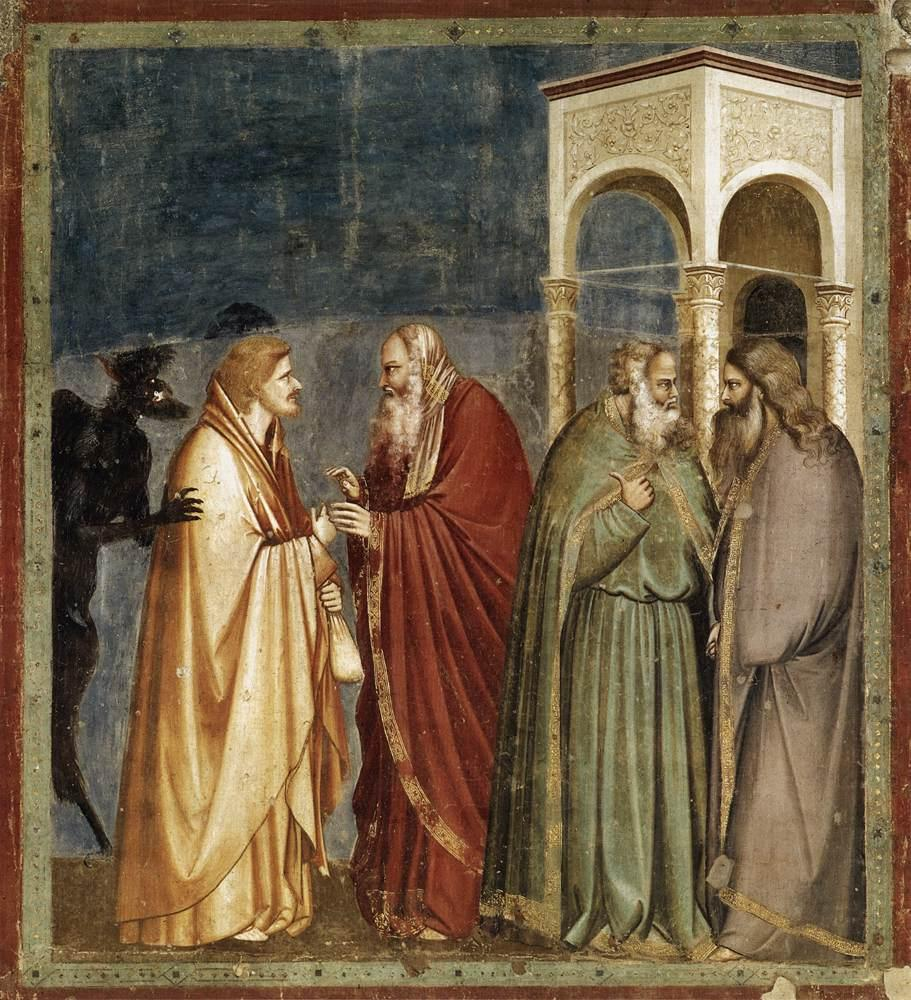
28. het verraad van Judas

- scene 14/15: de aartsengel Gabriël (links) brengt aan Maria de boodschap over (rechts) dat zij de zoon van God zal dragen
- scene 16: de visitatie van Maria aan haar eveneens zwangere nicht Elisabet
- scene 28: het verraad van Judas. Judas wordt gedreven door de duivel en heeft al een buidel met goudstukken aangenomen van de farizeeën.

De onderste strook van de triomfboog biedt zowel links als rechts een inkijk in fictieve koornissen ("coretti" genoemd): in trompe-l'oeil zien we een diepe zijruimte waar een kroonluchter aan de sluitsteen van een kruisribgewelf hangt. Personages zijn hier afwezig: het gaat dus om een soort stillevens. De bedoeling ervan is niet duidelijk, maar het perspectiefeffect is verbazingwekkend goed geslaagd voor de periode waarin Giotto werkte.

#### Tweede register
De zuidwand van het tweede register vat in vijf scènes het geboorteverhaal van Jezus Christus samen, terwijl de noordwand zijn jeugd tot aan zijn eerste optreden in Jeruzalem toont.
Doordat enkel de zuidwand is opengewerkt met smalle ramen waarvan de hoogte exact overeenstemt met die van het tweede en derde register, krijgen we daar slechts vijf scènes en geen zes zoals op de noordwand. De symmetrie wordt bereikt doordat op de noordwand frescolijsten zijn tussengevoegd die marmeren intarsia imiteren en waarop Bijbelse figuren zijn voorgesteld omkaderd door een vierpas.

##### Zuidwand, geboorte en jeugd van Jezus

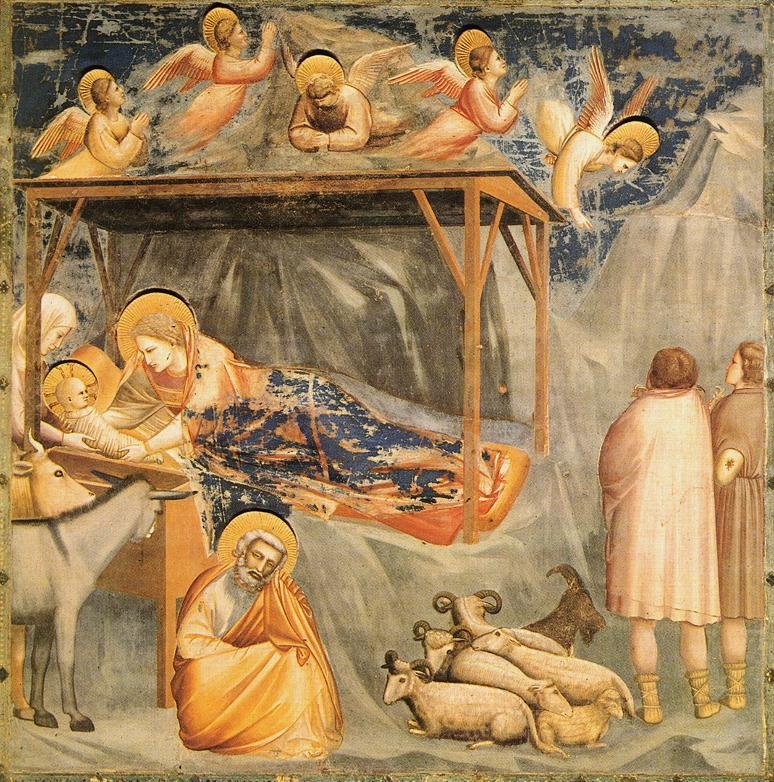
17. De geboorte van Jezus
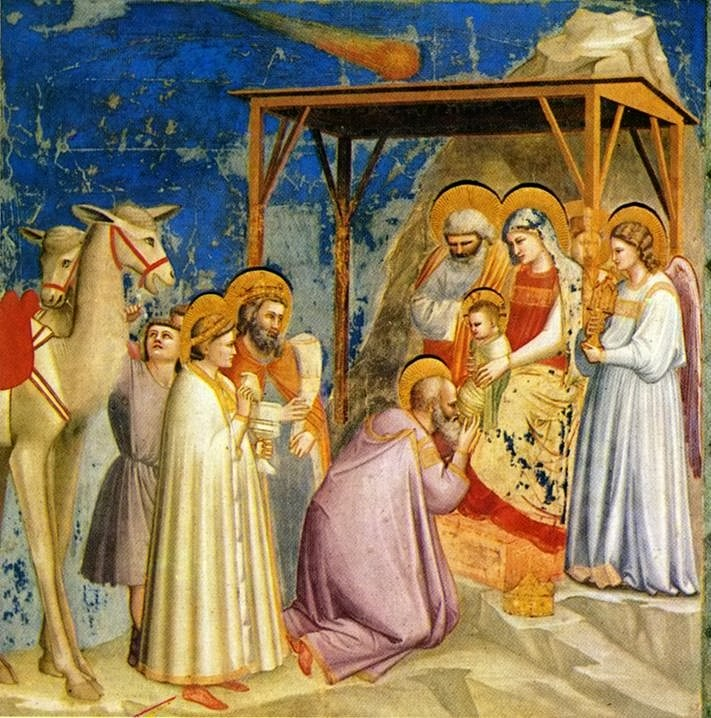
18. De aanbidding der koningen
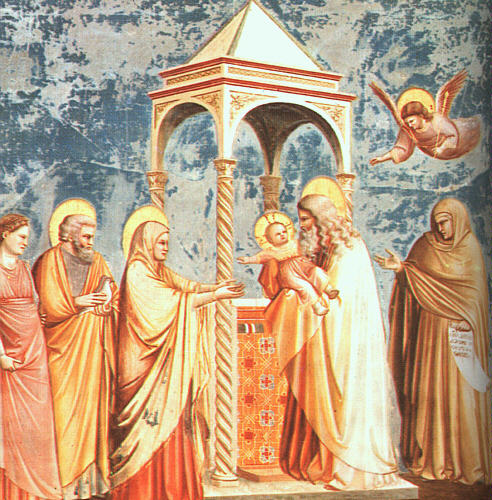
19. De opdracht van Jezus in de tempel
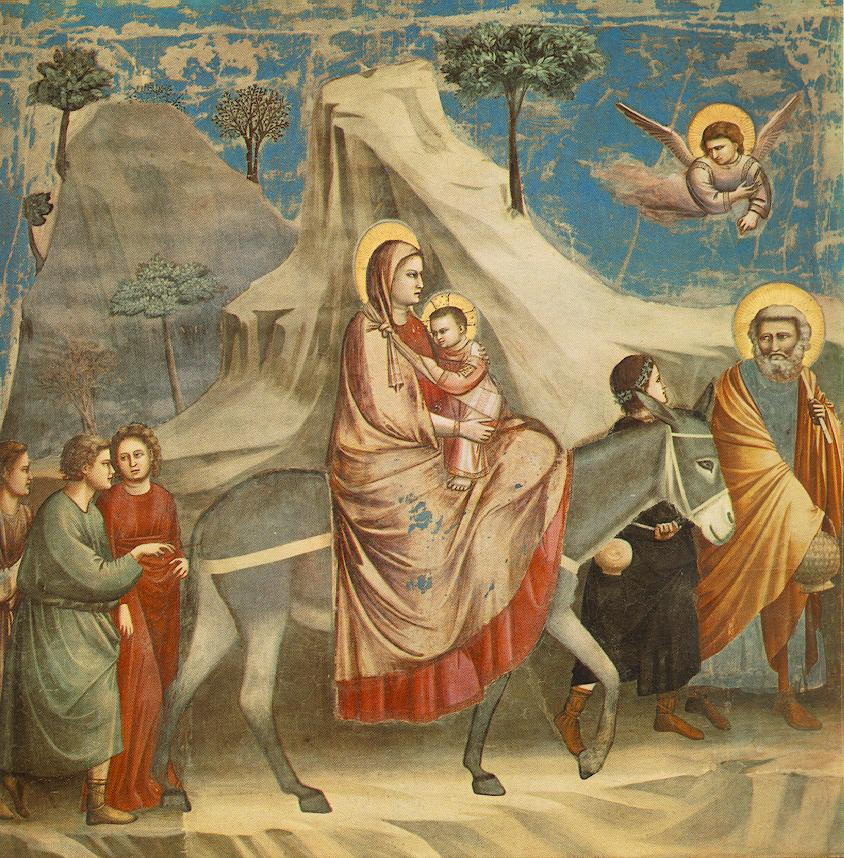
20. De vlucht naar Egypte
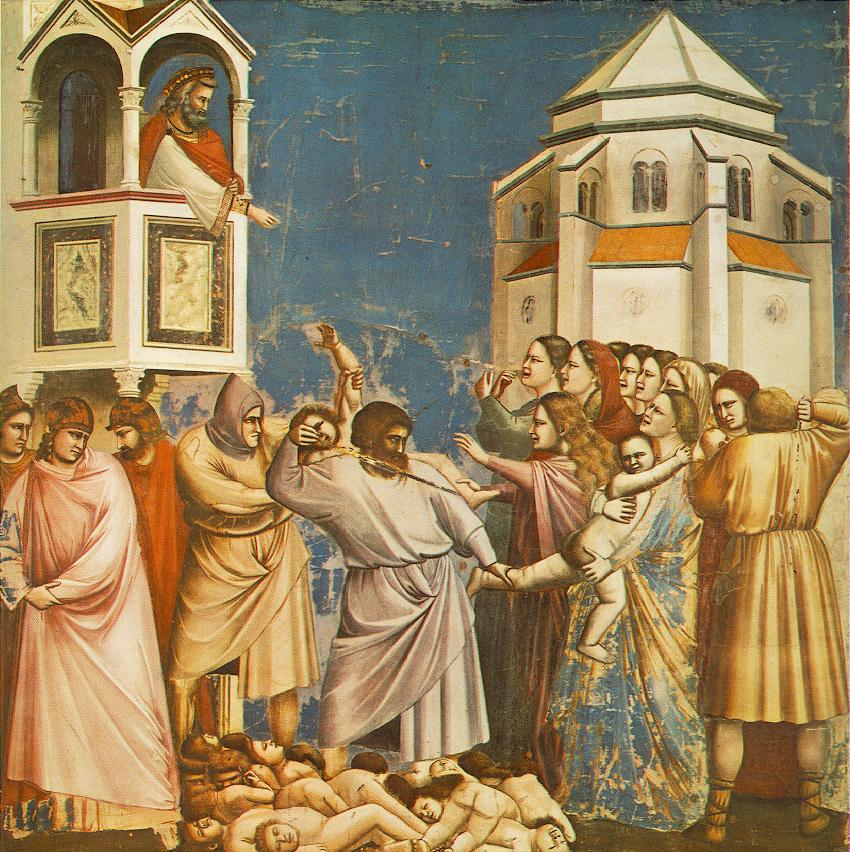
21. De moord op de onschuldige kinderen

- Scène 17: Maria kijkt liefdevol haar pasgeboren zoon aan die ze aanneemt uit de handen van de vrouw die haar heeft bijgestaan bij de bevalling, en legt hem in de kribbe van de armzalige stal in een onherbergzaam landschap. Haar blik wordt beantwoord door die van het kind; Jozef zit voor de stal, eerder afwezig. De eerste getuigen zijn de herders die zijn gewaarschuwd door de engelen die erboven zweven.
- Scène 18: De drie koningen komen Christus eer betuigen en geschenken aanbieden. Zij werden geleid door de ster van Bethlehem; Giotto is de eerste die deze niet voorstelt als een vaste ster maar als een komeet.[38] Men neemt aan dat hij hiervoor was geïnspireerd door de verschijning van de komeet van Halley in 1301.
- Scène 19: Jozef en Maria dragen hun zoon op in de tempel. Zeer levensecht is de houding van het kind dat de armen van de priester tracht te ontvluchten en naar zijn moeder reikt. Deze realistische reactie doorbreekt even de ernst van de frescocyclus.
- Scène 20: De Heilige Familie vlucht door de woestijn naar Egypte. Een engel heeft hen aangemaand tot vluchten en gaat hen vooraf.
- Scène 21: Vanuit zijn rijke paleis geeft koning Herodes de opdracht om alle pasgeboren jongens te doden. Een van zijn soldaten staat op het punt om een kind genadeloos te doorsteken in de armen van zijn moeder. Het gruwelijke van het gebeuren spreekt verder uit de verbetenheid van de soldaten, de wanhoop van de moeders (rechts), de machteloze verbittering van de vaders (links) en de talloze kinderlijkjes.

##### Noordwand, leven van Jezus

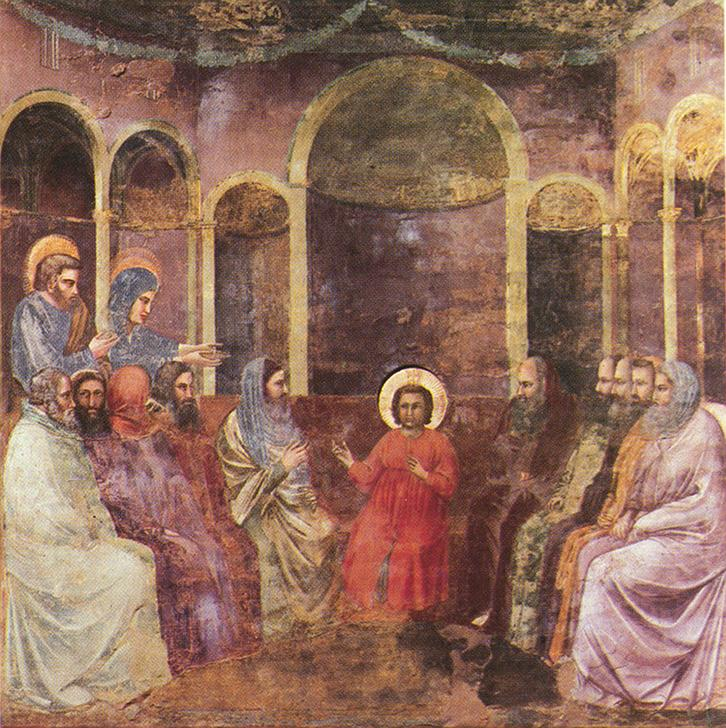
22. Christus tussen de wetgeleerden
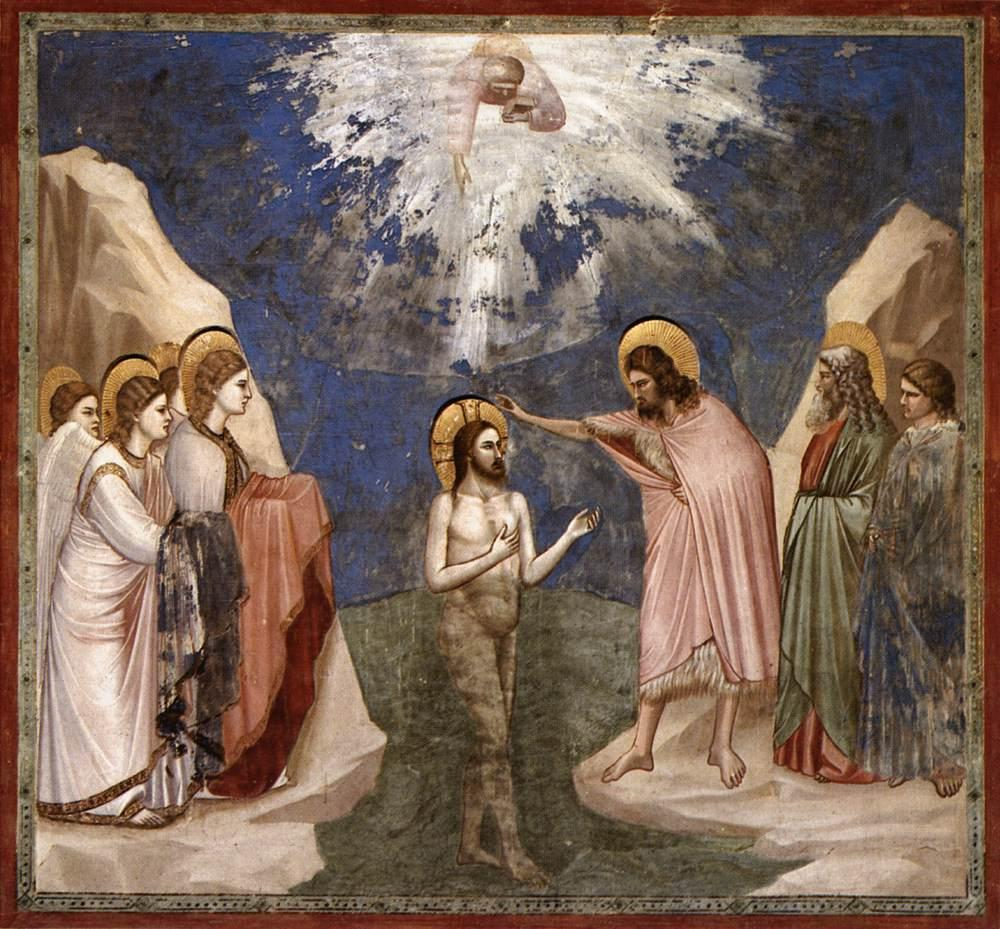
23. De doop van Christus
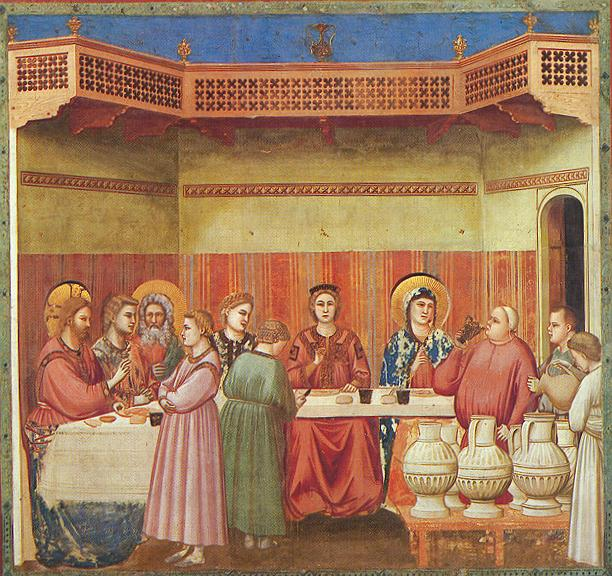
24. De bruiloft te Kana
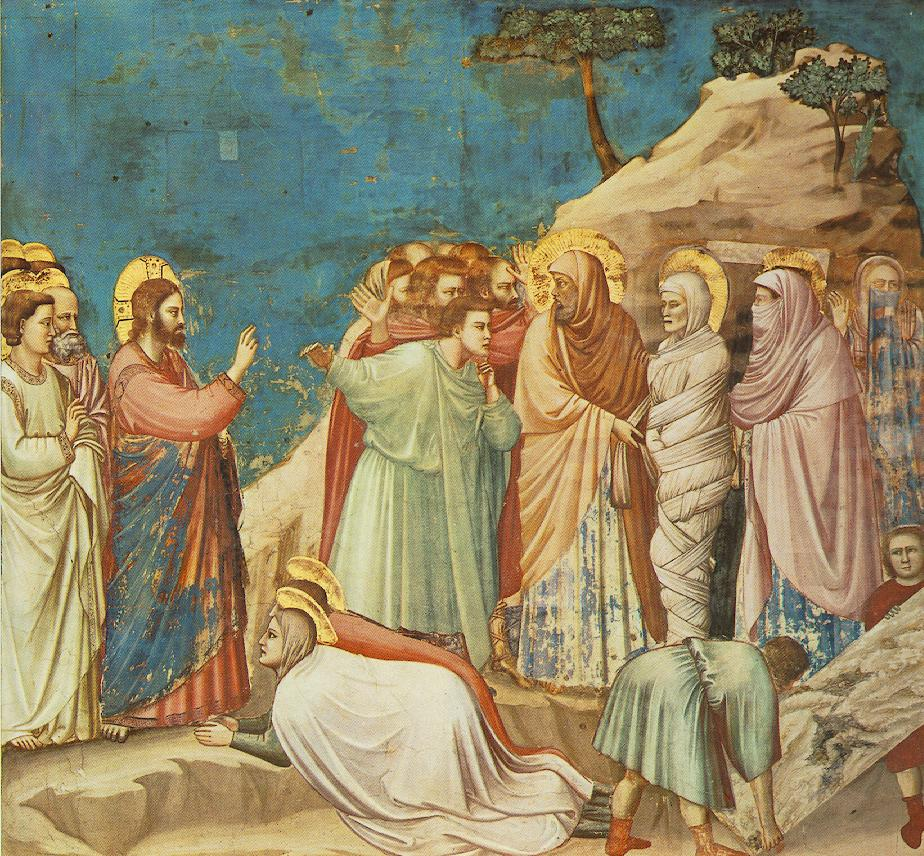
25. De opwekking van Lazarus
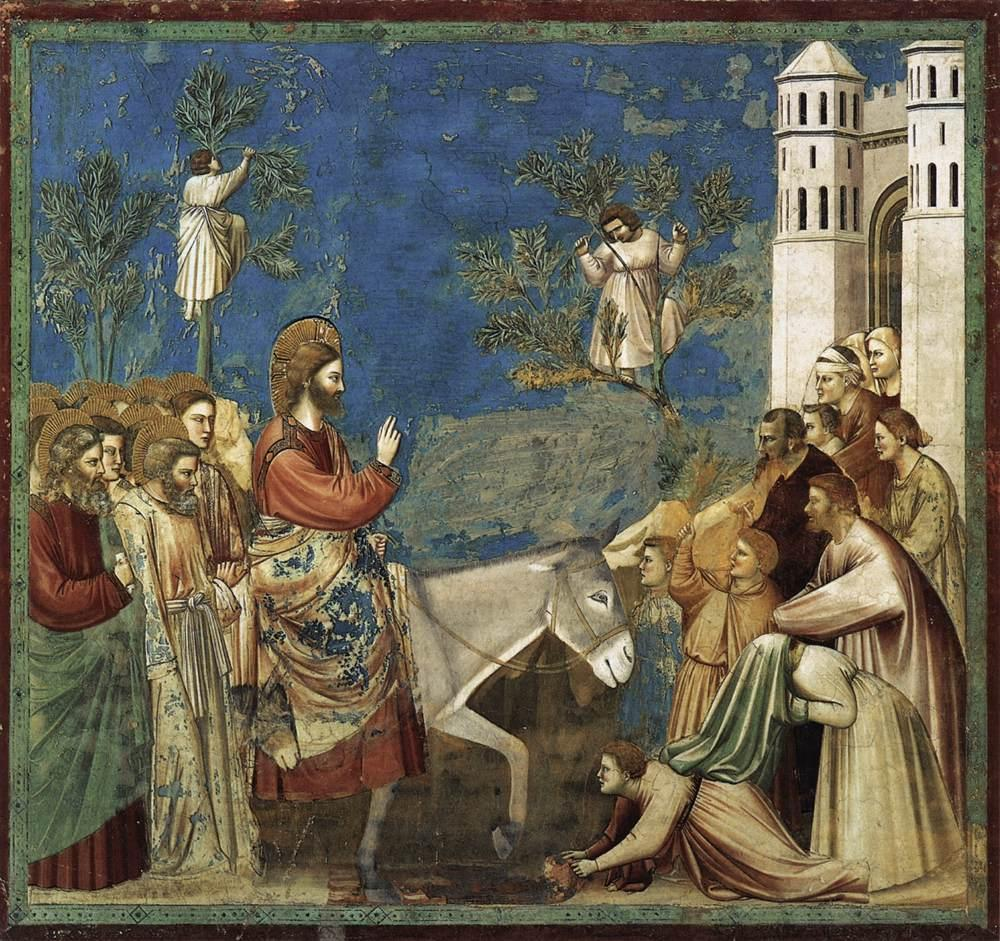
26. De intrede in Jeruzalem
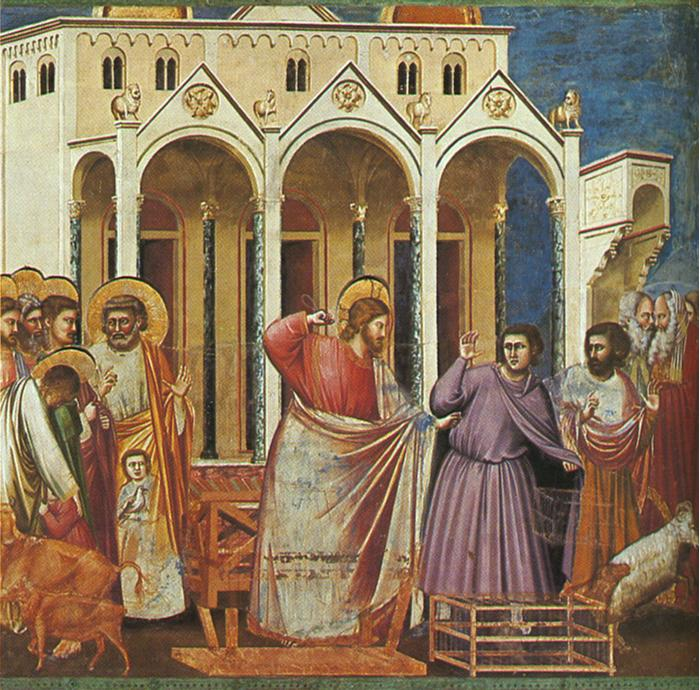
27. De verdrijving van de geldwisselaars uit de tempel
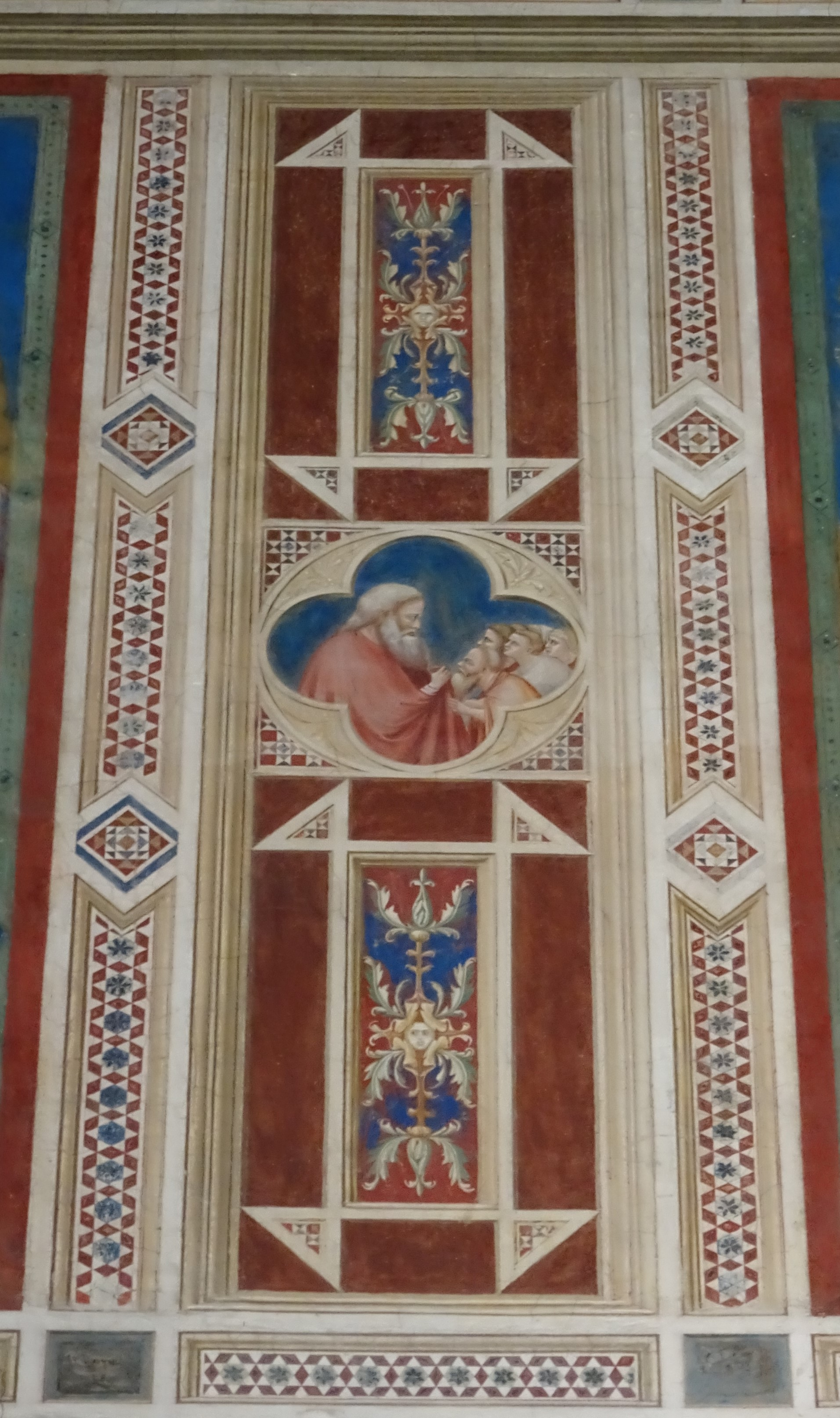
intarsia-imitatie

- Scène 22: Zonder medeweten van zijn ouders is de twaalfjarige Jezus in de tempel gaan discussiëren met de wetgeleerden. Hij zit centraal in een opvallend rood kleed, te midden van zijn tien gespreksgenoten die verschillend reageren. Een van hen kijkt in de richting van Jozef en Maria die bezorgd hun zoon komen zoeken.
- Scène 23: Christus wordt gedoopt in de Jordaan. In een hel licht boven hem verschijnt God de Vader met een boek in de hand. De lijnen van de lichtstralen, van het landschap en van de rivier convergeren naar Christus. Overeenkomstig de traditie wordt zijn naaktheid verhuld door de onnatuurlijk weergegeven diepte van het water. Engelen op de linkeroever houden zijn kledij klaar; op de rechteroever voltrekt Johannes de Doper het ritueel.
- Scène 24: Op de bruiloft te Kana verricht Jezus zijn eerste wonder. Wanneer zijn moeder Maria hem erop heeft gewezen dat de wijn op is, zegent hij (uiterst links gezeten, met de bruidegom aan zijn zijde) de kruiken met water die terstond in wijn veranderen. De beste wijn zelfs volgens de drankmeester die, aan zijn lichaamsbouw te zien, weleens meer wijn heeft gedronken. Het aureool van de andere persoon naast de bruidegom laat vermoeden dat dit een van de apostelen is (Petrus?). De bruid zit in het midden van het tafereel naast Maria. Heel het gebeuren speelt zich af in een zaal die een inkijk biedt doordat de zoldering slechts gedeeltelijk is afgebeeld.
- Scène 25: Vier dagen na Lazarus' overlijden wekt Jezus hem op uit de dood. De scène geeft alle handelingen beknopt weer: Lazarus' zusters smeken op hun knieën om redding; rechts hebben de dienaren het graf geopend, en het omzwachtelde lijk wordt getoond in al zijn griezeligheid. De vrouwen rechts schermen zich af voor de lijklucht. Alle energie gaat uit van Christus' zegenende gebaar. Zijn volgelingen aanschouwen het gebeuren vol vertrouwen, terwijl de andere toeschouwers ontzet reageren wanneer ze merken dat Lazarus zachtjes zijn ogen begint te openen.
- Scène 26: Gezeten op een ezel en gevolgd door zijn apostelen trekt Christus op Palmzondag Jeruzalem binnen. De inwoners komen hem tegemoet vóór de stadspoort; een van hen wuift met een palmtak; anderen trekken hun mantel uit en spreiden die uit op zijn pad. Sommigen zijn in een boom geklommen om een palmtak af te breken en om hem beter te kunnen zien.
- Scène 27: Met vastberaden gelaatsuitdrukking en zwaaiend met een touw ranselt Christus de handelaars uit de tempel van Jeruzalem, waarvan de voorgevel is uitgebeeld op de achtergrond. De handelaars reageren verschrikt, terwijl de farizeeën rechts afkeurende blikken uitwisselen. De offerdieren die te koop worden aangeboden ontsnappen angstig; links verdwijnen ze al gedeeltelijk uit beeld. Twee kinderen zoeken bescherming bij de apostelen die goedkeurend toekijken.
- Scène 28 met de omkoping van Judas is afgebeeld op de triomfboog: zie hierboven.

#### Derde register
Het derde register bevat Christus' passieverhaal. Ook hier krijgen we vijf scènes aan de zuidwand en zes aan de noordwand.

##### Zuidwand, Laatste Avondmaal en gevangenneming van Jezus

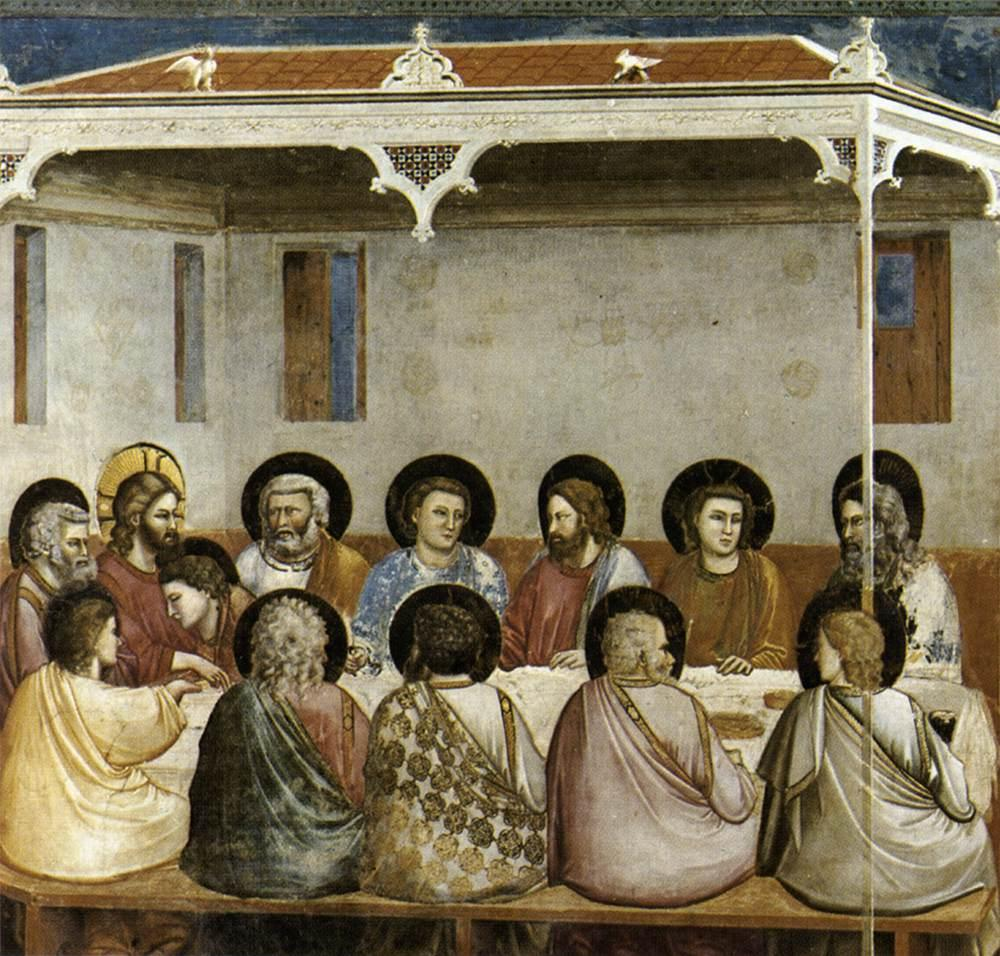
29. Het Laatste Avondmaal
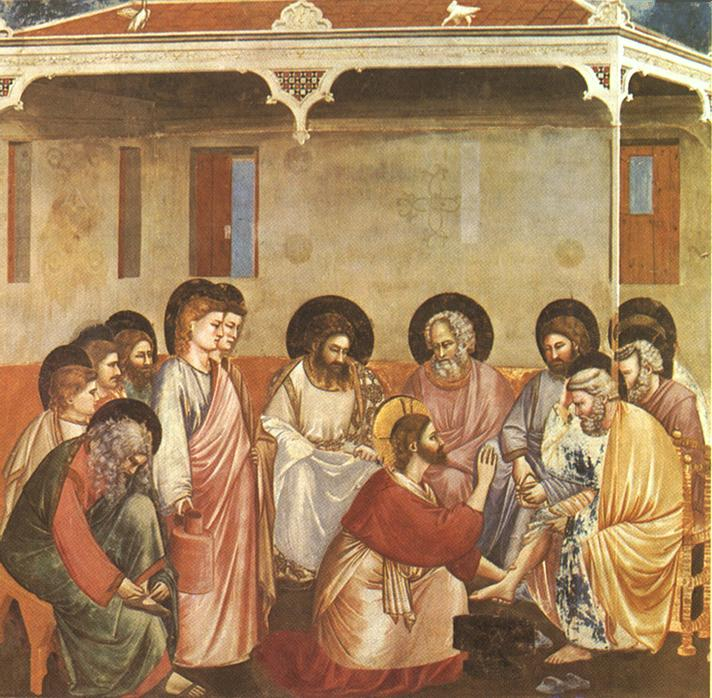
30. De voetwassing
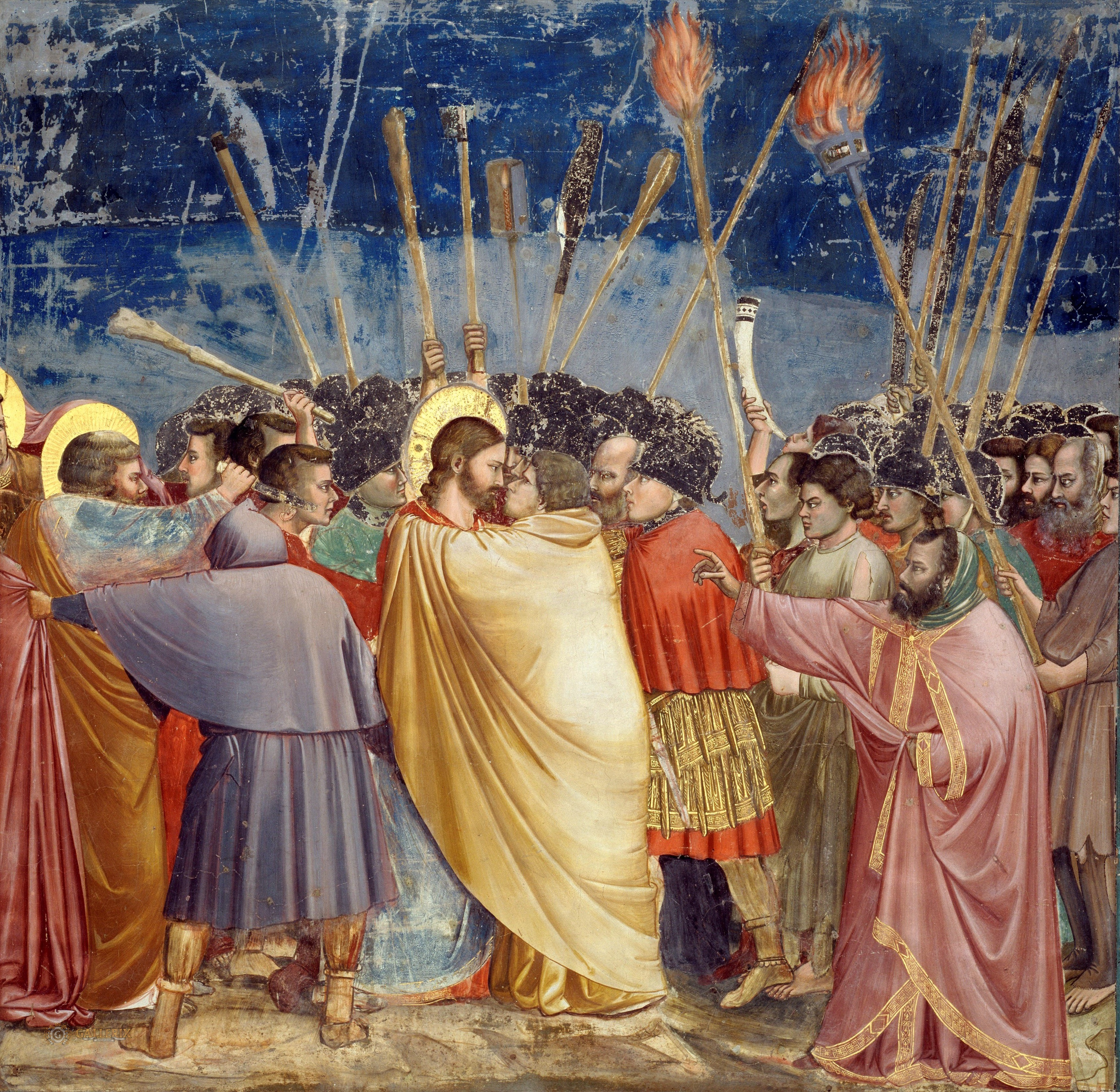
31. De gevangenneming van Christus
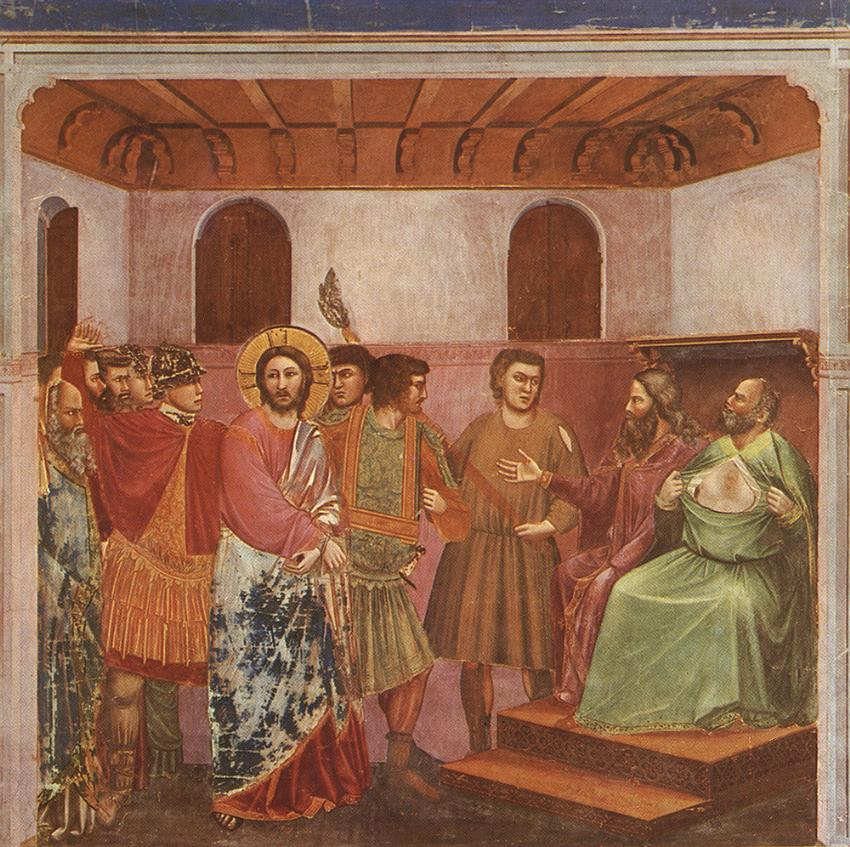
32. Christus voor Kajafas
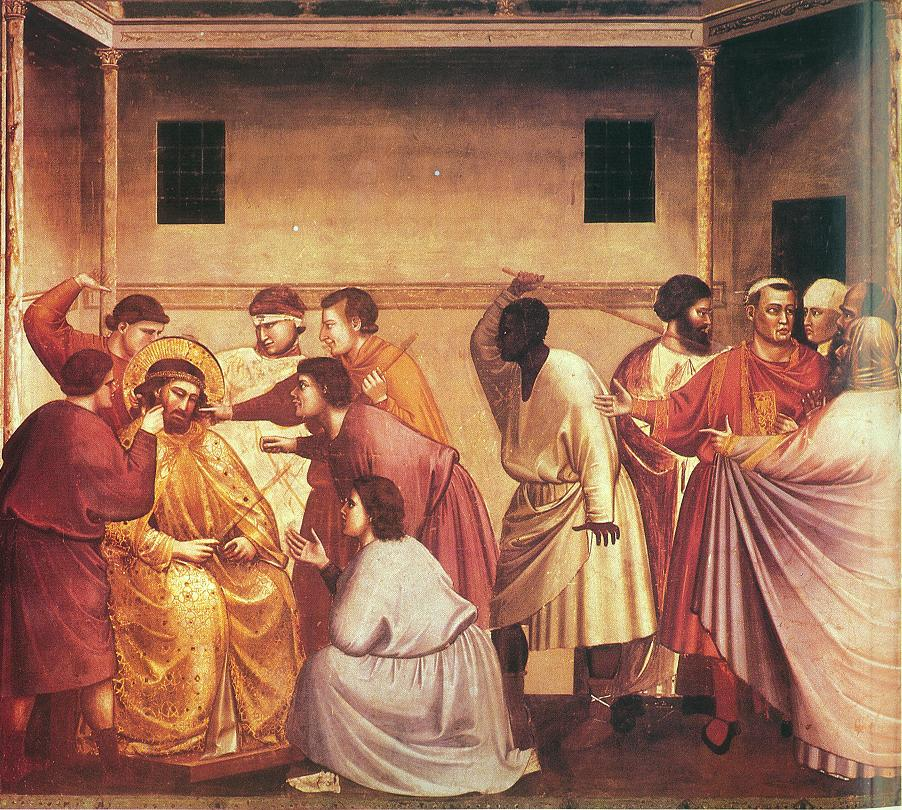
33. De bespotting van Christus

- Scène 29: Het Laatste Avondmaal is gesitueerd in een zaal waarvan twee muren zijn weggelaten om een inkijk te bieden; het dak steunt nog op een stijl die enkel is onderbroken voor het hoofd van een van de apostelen. Voorgesteld is het ogenblik waarop Christus aan zijn apostelen aankondigt dat een van hen hem zal verraden. Zij reageren geschokt en kijken elkaar vragend aan. Christus' geliefde leerling Johannes rust aan zijn zijde. Judas doopt tegelijk met Christus zijn hand in de schaal, en geeft zo te kennen dat hij de verrader is.[39] Door een chemische reactie zijn de zilverkleurige aureolen om de hoofden van de apostelen zwart geworden, een verschijnsel dat zich ook heeft voorgedaan in de volgende scènes. Enkel Christus' aureool is in bladgoud uitgewerkt en bleef zuiver bewaard.
- Scène 30: In dezelfde eetzaal zitten de apostelen in een kring terwijl Christus nederig hun voeten wast. Hij wisselt een betekenisvolle blik uit met Petrus (rechts); links maakt een andere apostel zijn sandaal weer vast.
- Scène 31: Centraal is het verraad op de Olijfberg afgebeeld: met een gemene blik kust Judas Christus, die zijn verrader indringend in de ogen kijkt. Judas krijgt vanaf nu geen aureool meer, maar is opnieuw duidelijk herkenbaar aan zijn gele mantel. Dit intense maar haast roerloze moment staat in sterk contrast met het tumult van de Romeinse soldaten die zijn opgedaagd met hun lansen, stokken en fakkels. Links trachten de apostelen hun meester te verdedigen; Petrus snijdt zelfs het oor af van een van de soldaten.
- Scène 32: Twee rijk geklede soldaten leiden Christus gevankelijk voor de hogepriester Kajafas. Omdat deze niet de bevoegdheid heeft om Jezus te veroordelen, verscheurt hij zijn kledij uit machteloze woede, op dezelfde manier als de personificatie van de Woede in het vierde register. Het is nog nacht, en de gesloten ruimte wordt verlicht door één enkele fakkel die de hoeken nog wat in het duister laat. De houten balken van de zoldering zijn in opmerkelijk correct perspectief weergegeven.
- Scène 33: Christus heeft een koningsmantel en een doornenkroon om gekregen, en ondergaat lijdzaam hoe hij wordt bespot en gemolesteerd. Rechts bespreken de hogepriesters met Pontius Pilatus wat er met hem moet gebeuren.

##### Noordwand, kruisiging en Hemelvaart van Jezus

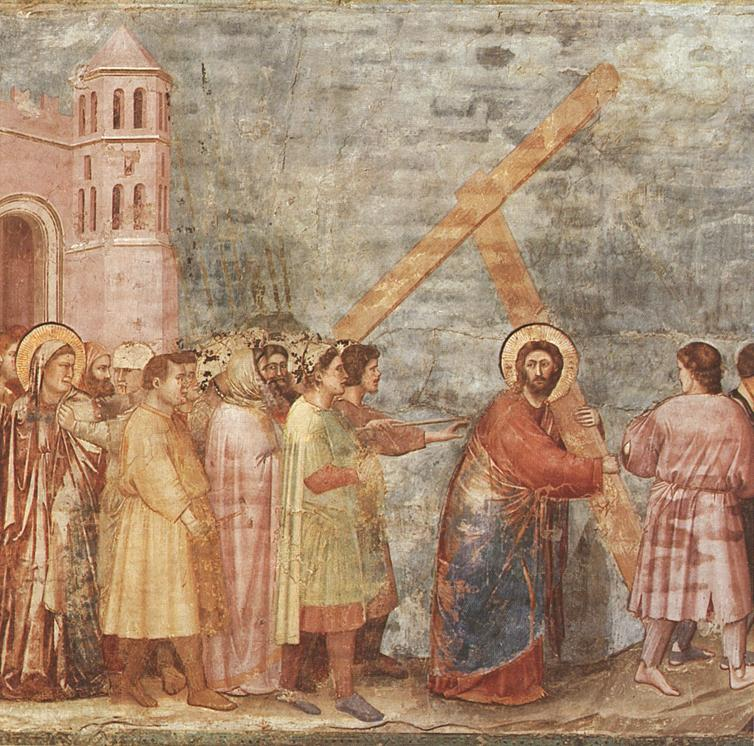
34. Jezus beklimt de Calvarieberg
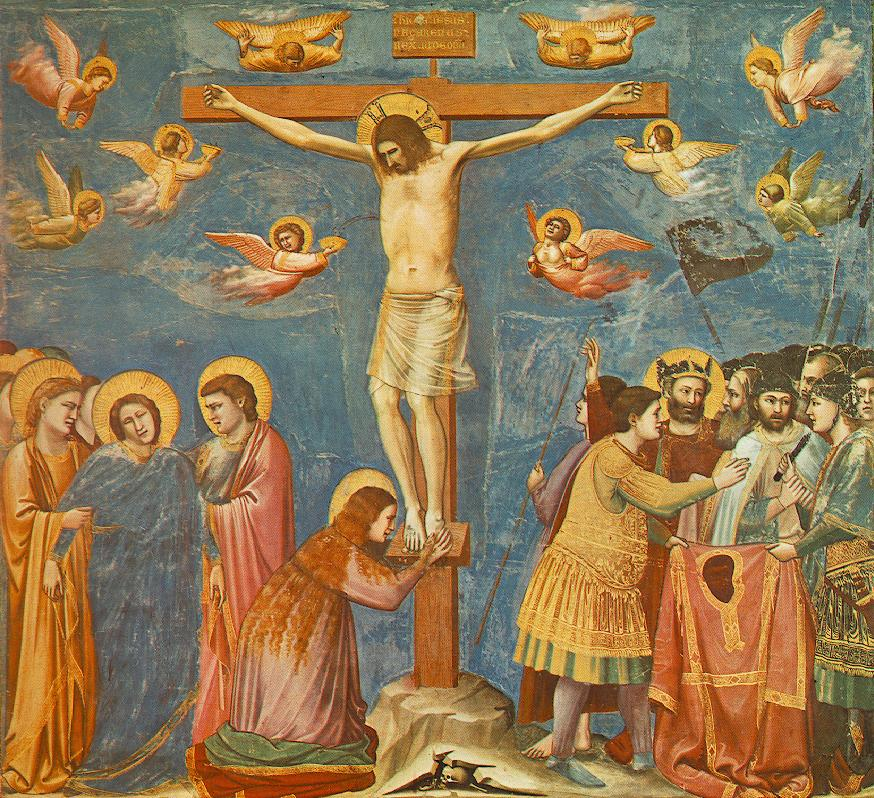
35. De kruisiging
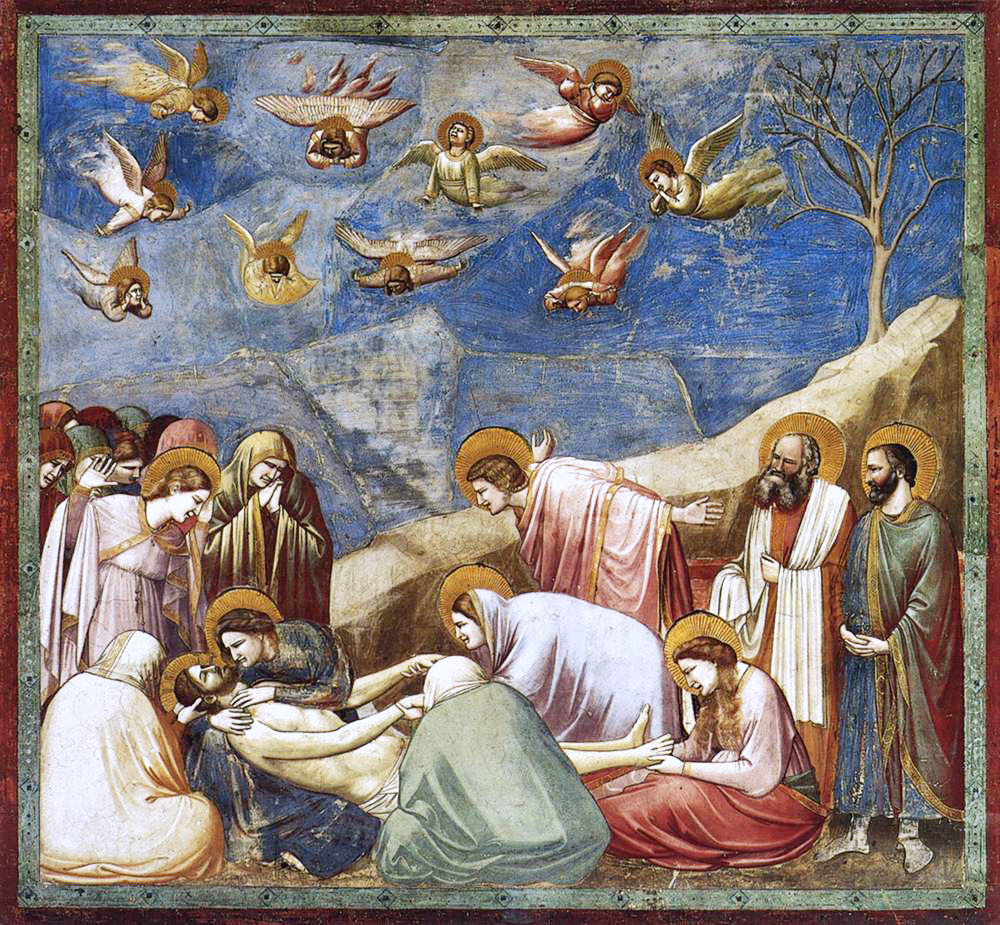
36. De bewening van Christus
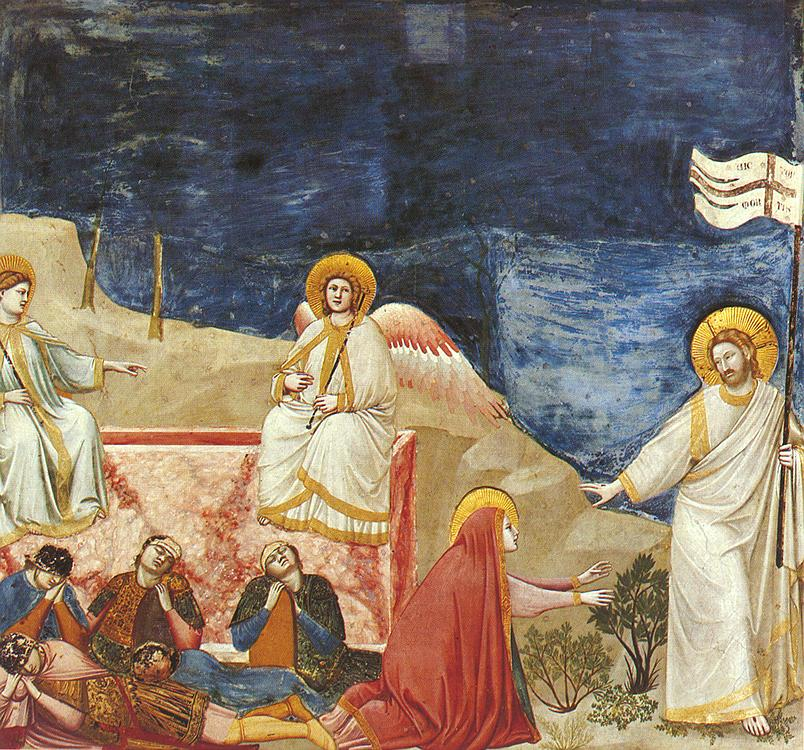
37. De verrijzenis - Noli me tangere
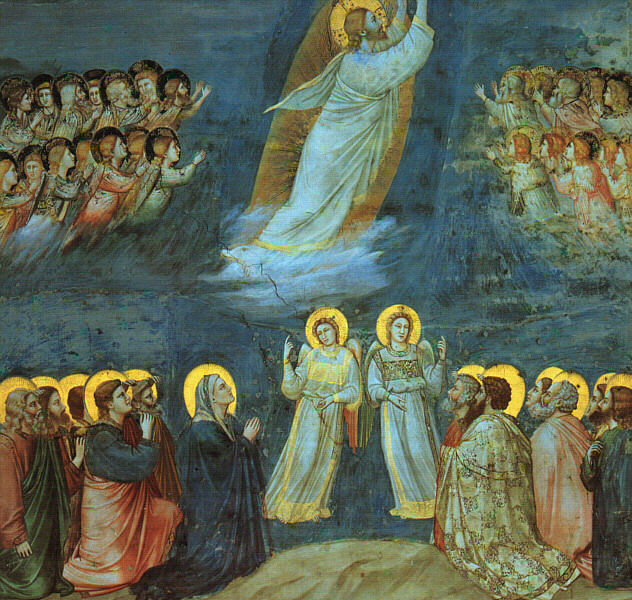
38. Hemelvaart
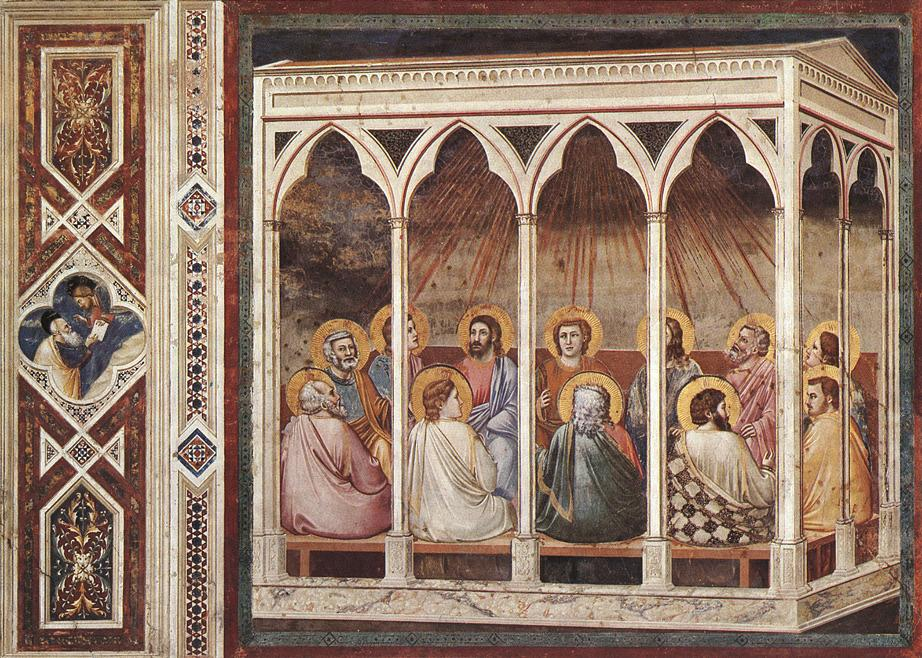
39. Pinksteren

- Scène 34: Opnieuw buiten de stadspoort draagt Christus zijn kruis naar Golgotha (in de katholieke traditie meestal Calvarieberg genoemd). Hij staat eenzaam voor een ganse massa mensen, onder wie de hogepriester. Maria (links, met aureool) aanschouwt in bittere tranen het lot van haar zoon, maar wordt afgewend door iemand die haar dit schouwspel wil besparen.
- Scène 35: Christus sterft aan het kruis, beweend door de knielende Maria Magdalena en door de engelen die om hem heen zweven en het bloed uit zijn wonden opvangen. Links valt Maria in zwijm, maar ze wordt ondersteund door de apostel Johannes en een vrouw. Rechts twisten de soldaten om Christus' kleren. De schedel onder het kruis identificeert de heuvel als Golgotha, "Schedelberg".
- Scène 36: In deze bijzonder tragische scène wordt Christus' dode lichaam beweend door engelen, Maria Magdalena (aan zijn voeten), Johannes (voorovergebogen) en twee andere apostelen (rechts), een groep vrouwen (links) en meest van al door zijn moeder Maria, die diepbedroefd het lichaam van haar zoon in haar armen sluit.
- Scène 37: De wachters slapen voor het geopende graf, waar twee engelen bij waken. Maria Magdalena ziet als eerste de verrezen Christus, die haar gebaart hem niet aan te raken ("noli me tangere"). In zijn hand houdt hij een vaandel met het Latijnse opschrift "victor mortis": de overwinnaar van de dood.
- Scène 38: Onzichtbaar gemaakt door een wolk stijgt Christus ten hemel op; twee groepen engelen vergezellen hem in dezelfde opwaartse beweging, de handen ten hemel gericht. Twee andere engelen lichten het gebeuren toe aan Maria en de apostelen die verbaasd het tafereel gadeslaan.
- Scène 39: Op Pinksteren komen de elf apostelen (nu zonder Judas) met Christus samen in een zaal met gotische architectuur. Vanuit de hoogte worden ze geraakt door het vuur van de Heilige Geest.

#### Vierde register: de Deugden en Ondeugden
Het vierde register van fresco's stelt als een verfijnde klassieke sokkel in namaakmarmer de allegorieën van Deugden en Ondeugden voor. De Deugden staan op de zuidelijke wand, dus aan dezelfde zijde van de kapel als de uitverkorenen van het Laatste Oordeel op de binnenzijde van de voorgevel; de Ondeugden staan daar telkens tegenover op de noordelijke wand, dus aan dezelfde zijde van de kapel als het verraad van Judas op de triomfboog en de verdoemden van het Laatste Oordeel.
Met zijn schilderkunst imiteert Giotto hier de beeldhouwkunst: de allegorieën zijn weergegeven als beeldhouwwerken, ook al suggereren de meeste lichaamshoudingen een levendige beweging. Ze zijn uitgevoerd in grisaille met vele nuances in wit- en grijstinten, omlijst door kaders van 120 cm hoog en 55 resp. 60 cm breed.

##### Deugden (zuidwand)
De personificaties stellen de vier kardinale deugden voor (nummers 1 tot 4 hieronder) en de drie christelijke deugden (nummers 5 tot 7).
NB De Latijnse namen hieronder volgen de spelling van Giotto's opschriften in gotische letters, ook waar zijn spelling afwijkt van het klassieke Latijn.

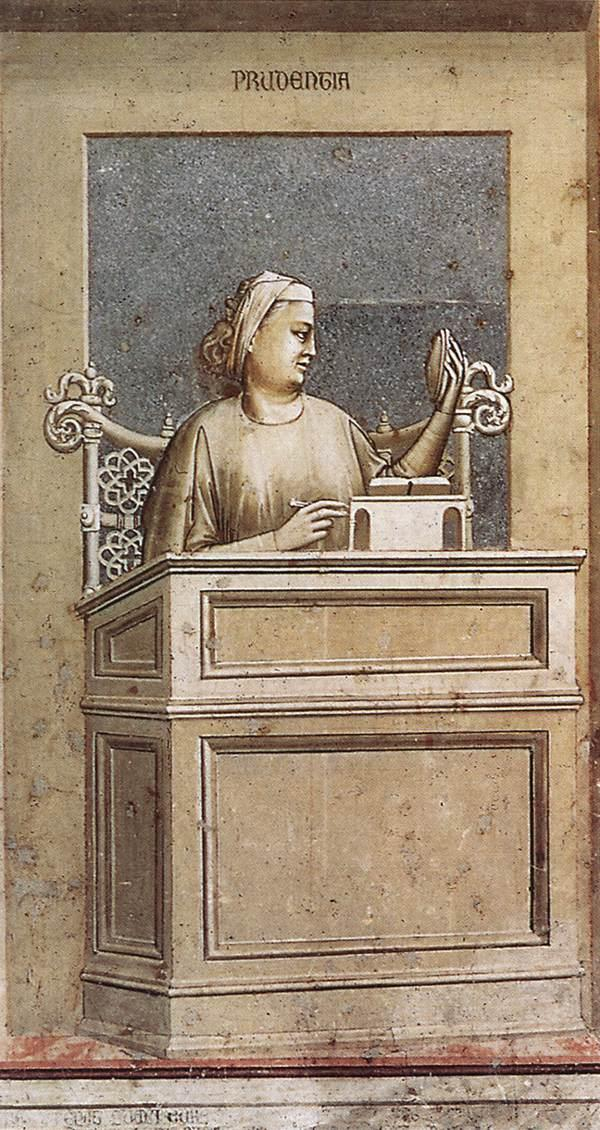
1. Prudentia: Wijsheid
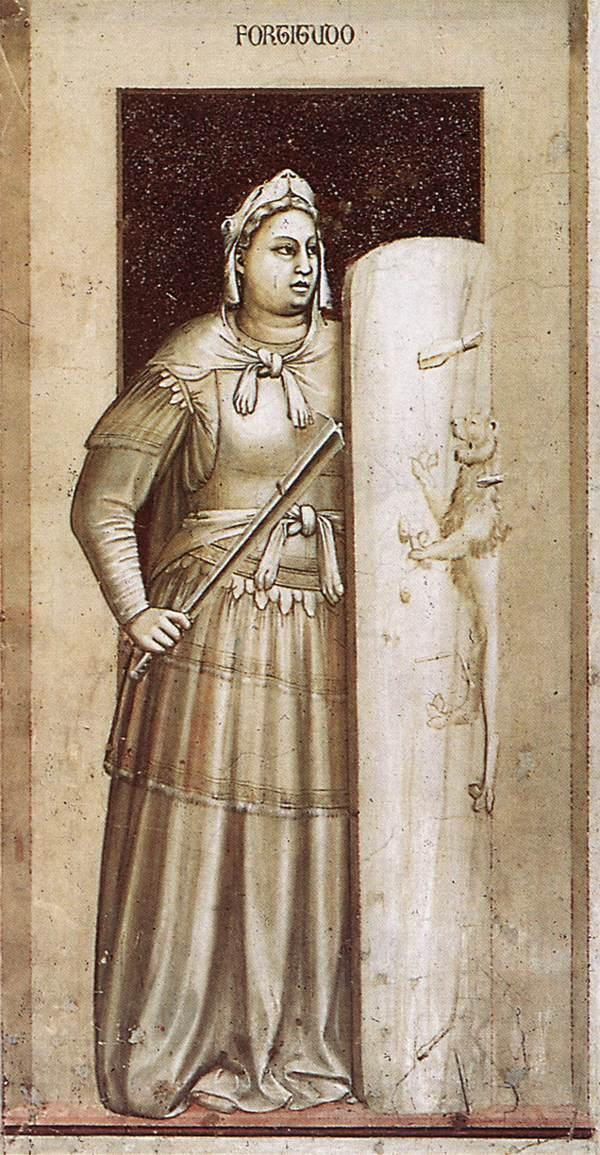
2. Fortitudo: Dapperheid
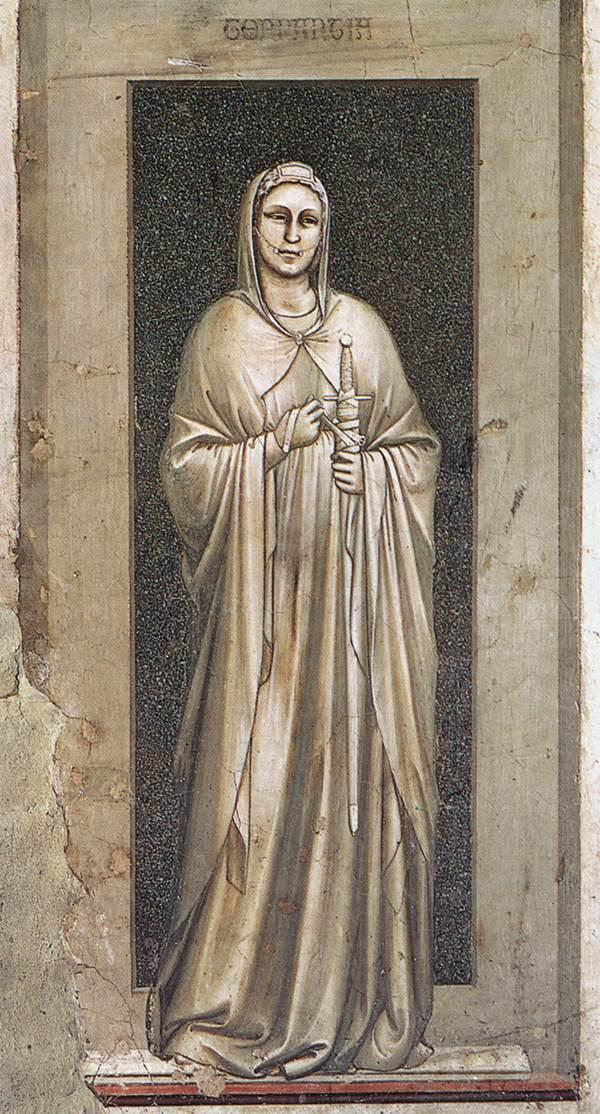
3. Temperantia: Gematigdheid
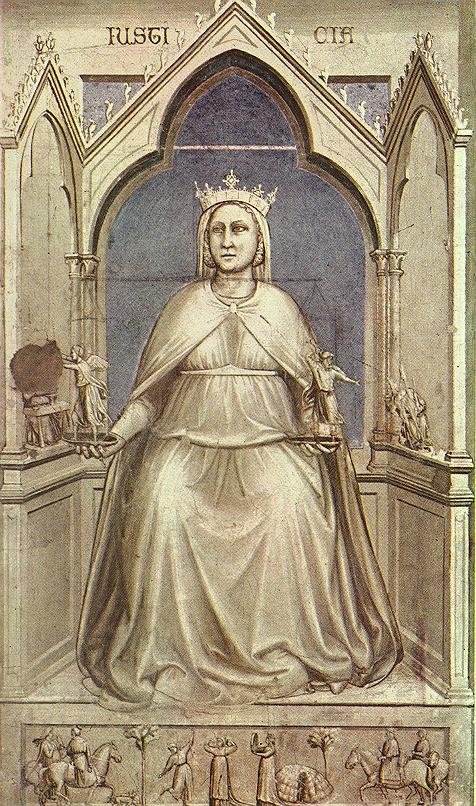
4. Iusticia: Rechtvaardigheid
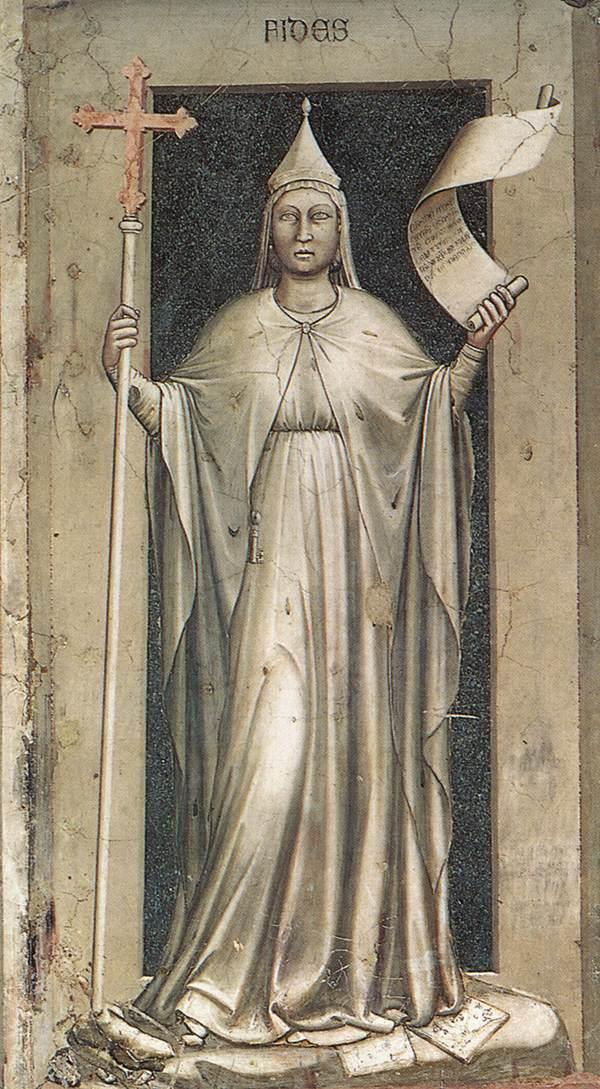
5. Fides: Geloof, Trouw
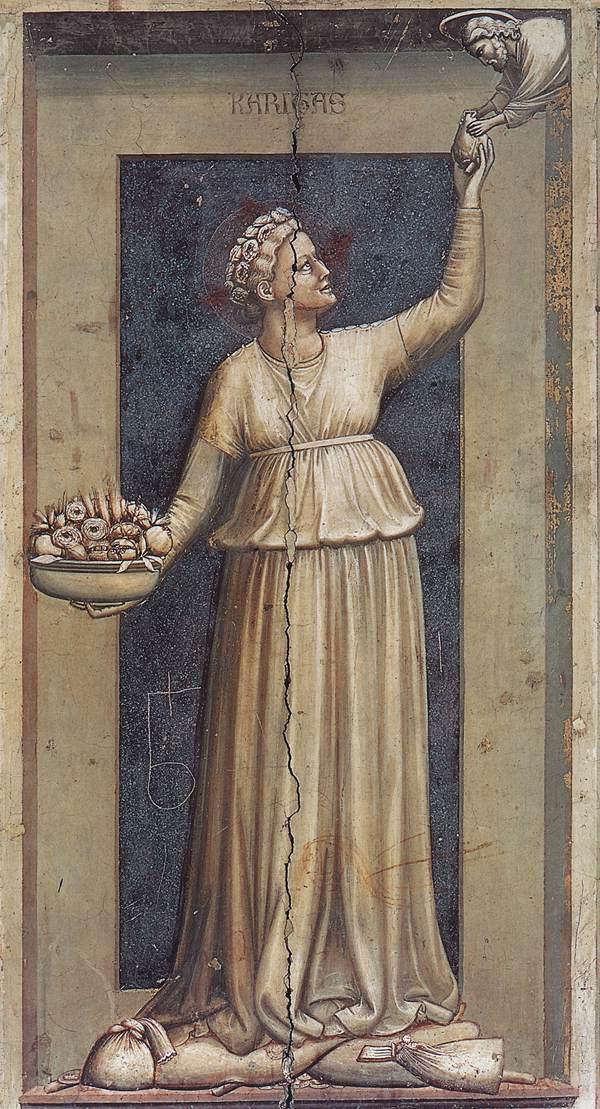
6. Karitas: Naastenliefde
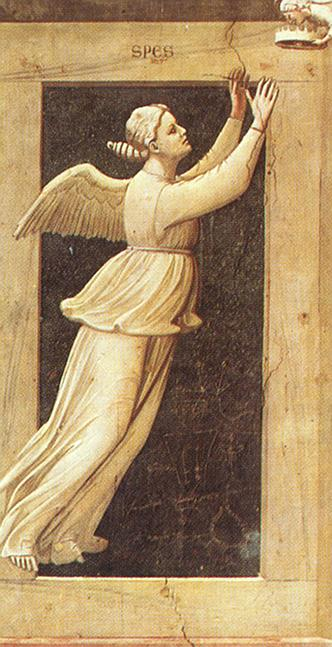
7. Spes: Hoop

1. De Wijsheid zit aan een lezenaar. In de linkerhand houdt ze een spiegel, om ook te kunnen waarnemen wat achter haar rug gebeurt.
2. De Dapperheid is uitgerust als een krijgshaftige vrouw die klaarstaat om aan te vallen met stok en zwaard. Haar moed wordt gesymboliseerd door de leeuw op haar schild en de kop van een leeuw op haar hoofd en zijn vacht om haar schouders. Deze tooi refereert aan de traditionele voorstelling van de antieke held Hercules.
3. De Gematigdheid knoopt een lint om een zwaard als om het in bedwang te houden.
4. De Rechtvaardigheid weegt twee schalen tegenover elkaar af, elk met een verschillende figuur. De ene neemt een bestraffende houding aan; de andere is moeilijk leesbaar ten gevolge van de beschadiging van het fresco. Op de fries onderaan zijn de voordelen van een vredevol leven uitgebeeld.
5. Van de zeven Deugden vertoont het Geloof de minste beweging. In haar handen houdt ze een boekrol en een kruis op een staf. Haar hoofddeksel lijkt op een mijter, en de sleutel die aan haar zijde hangt refereert aan het vaste attribuut van Petrus.
6. De Naastenliefde krijgt haar hart van God die uit de lijst tevoorschijn komt. In de andere hand houdt ze een schaal met bloemen, korenhalmen en opvallend gedetailleerd weergegeven vruchten om uit te delen. Aan haar voeten liggen de buidels met de rijkdom die ze veracht.
7. De Hoop heeft vleugels en reikt naar de kroon die een engel haar voorhoudt.

##### Ondeugden (noordwand)
Pal tegenover elk van de Deugden is op de noordwand de tegengestelde Ondeugd gepersonifieerd. Terwijl alle Deugden vrouwelijke personificaties zijn, figureren er tussen de Ondeugden ook drie mannelijke. Meer nog dan op de zuidwand zijn de kaders niet louter een omlijsting maar spelen ze ook een rol in het decor.

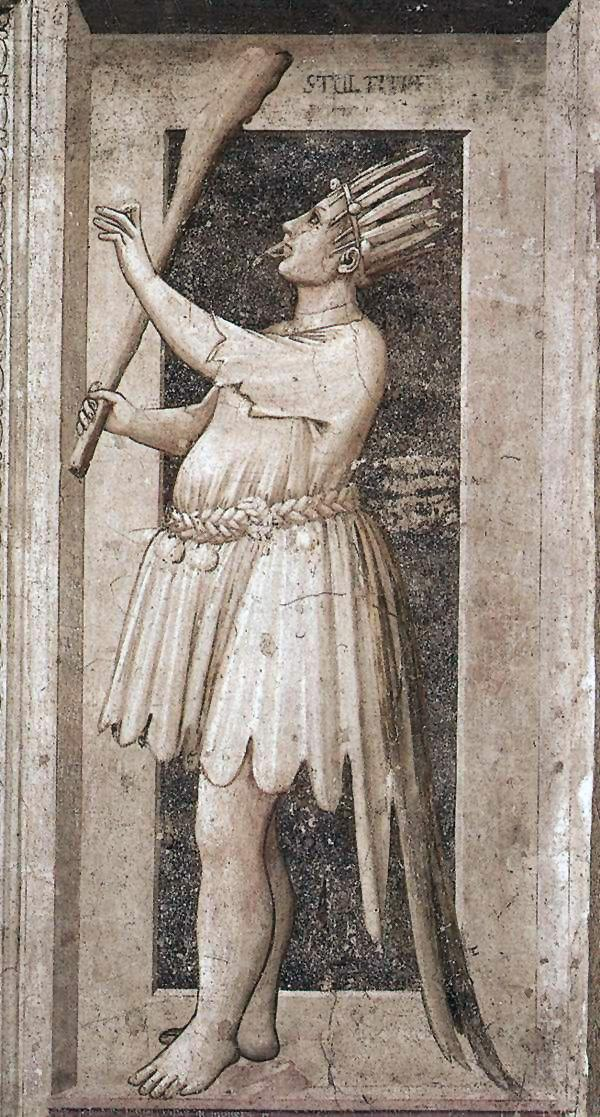
1. Stultitia: Dwaasheid
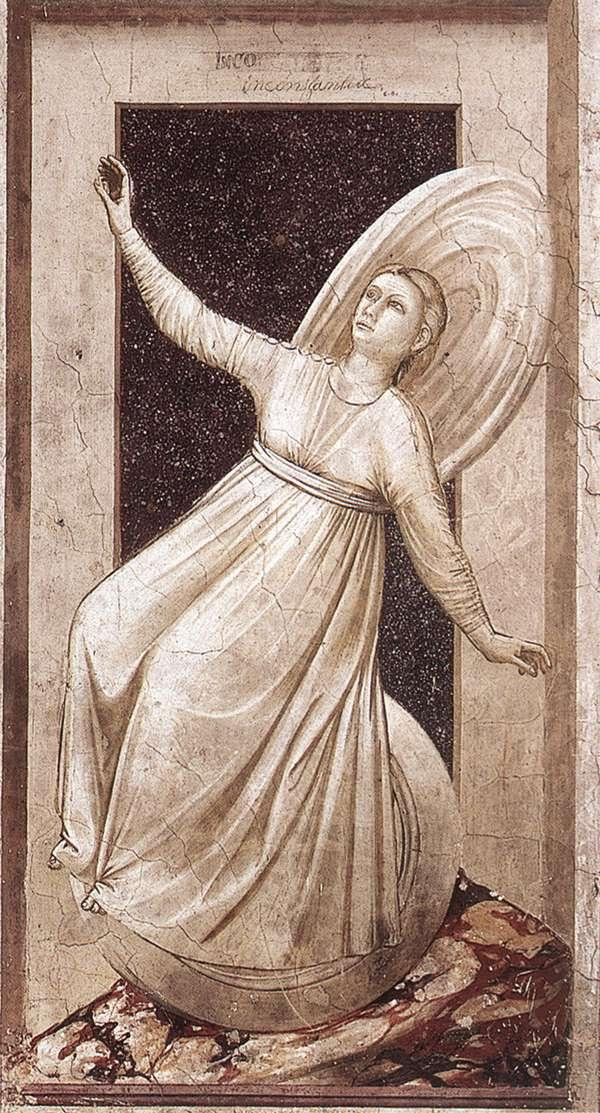
2. Inconstantia: Onstandvastigheid
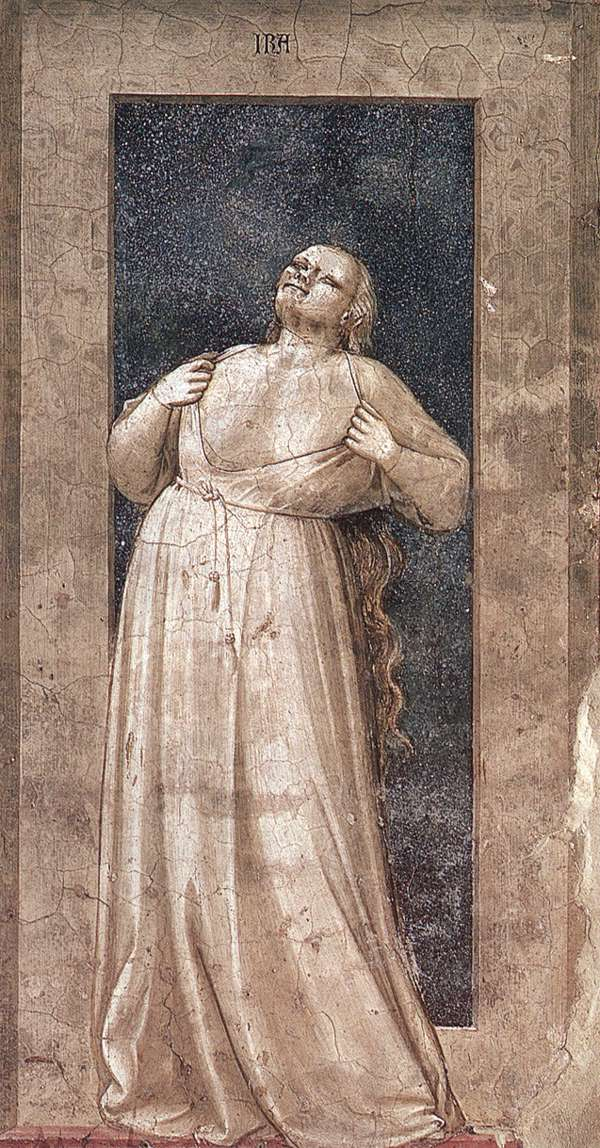
3. Ira: Woede
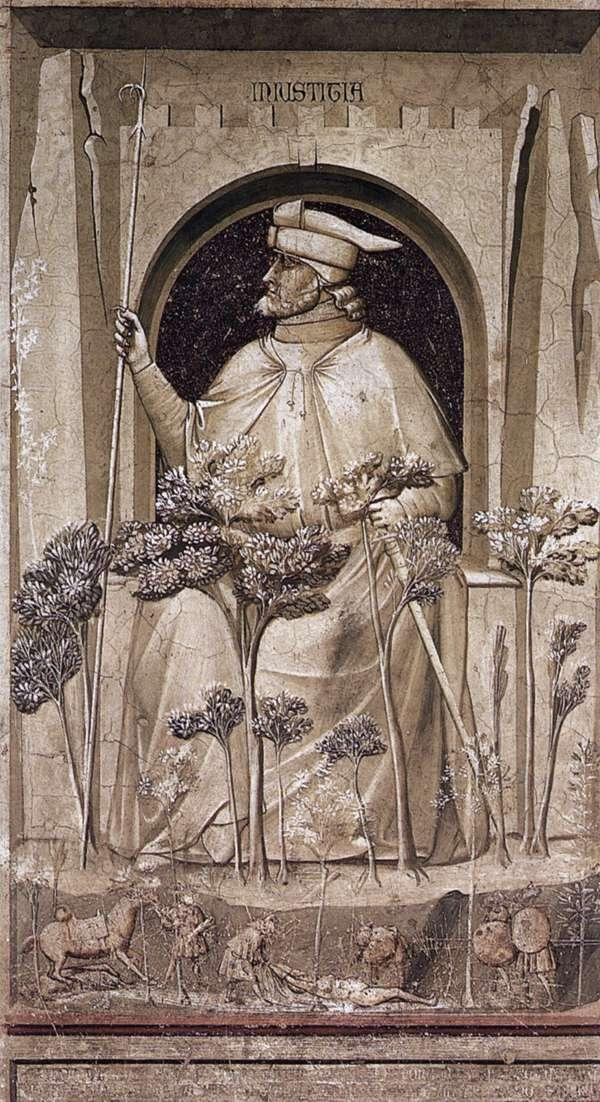
4. Iniustitia: Onrechtvaardigheid
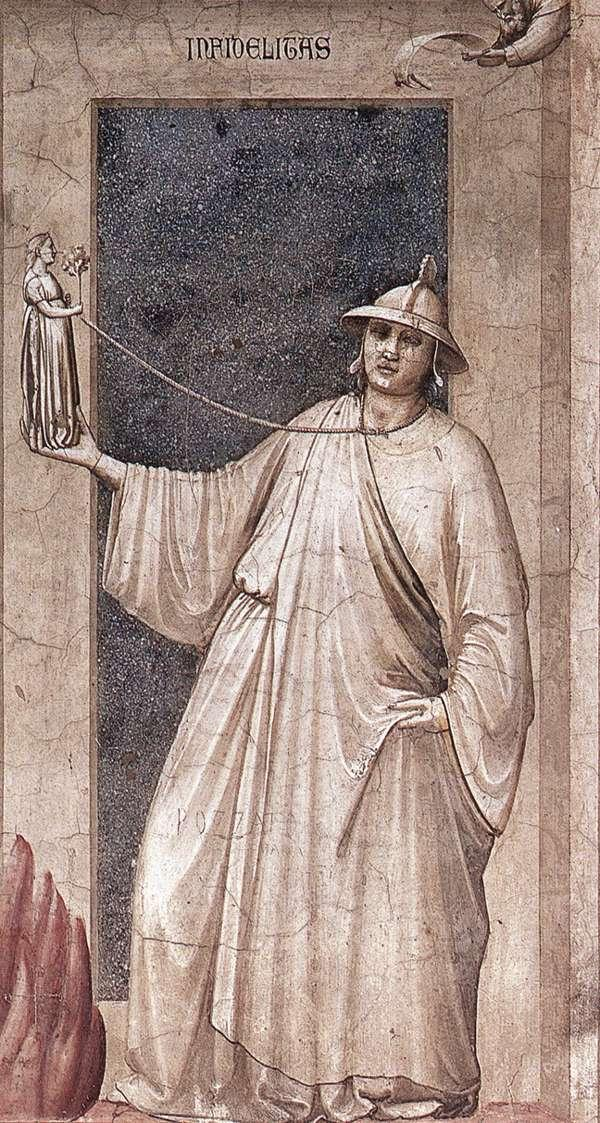
5. Infidelitas: Ongeloof
6. Invidia: Afgunst
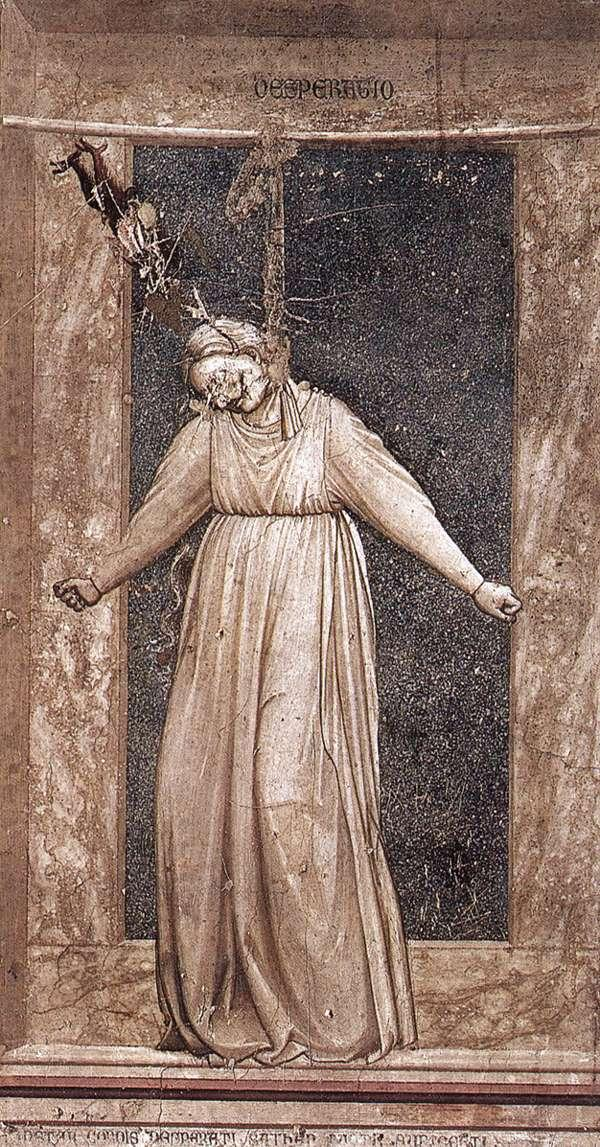
7. Desperatio: Wanhoop

1. De Dwaasheid is gehuld in potsierlijke kledij en draagt een gekke pluimenhoed. De knuppel in zijn hand en zijn lichaamshouding wijzen op een lichtzinnige en onbehouwen persoonlijkheid.
2. De Onstandvastigheid glijdt uit op een gladde, hellende ondergrond. Haar valbeweging blijkt uit het opwaaien van haar kleed en mantel.
3. Uit razernij scheurt de Woede haar eigen kleed open.
4. De Onrechtvaardigheid zetelt als een rechter voor een oninneembare burcht die is gebouwd op een steile en ontoegankelijke rots. Op de flank daarvan zijn de gevolgen van de afwezigheid van rechtvaardigheid te zien: plundering en mishandeling.
5. Infidelitas (normaal "ontrouw") is hier te begrijpen als het tegengestelde van Fides, Geloof. Het geloof zou kunnen voortvloeien uit het boek dat de profeet ontrolt (rechter bovenhoek), maar het Ongeloof is gebonden aan het afgodsbeeld dat hij zelf in de hand houdt. De vlammen alluderen wellicht op de bestraffing die hem in het hiernamaals te wachten staat.
6. De Afgunst is voorgesteld als een oude vrouw met lange oren en hoorns die door een vuur wordt verteerd. Ze houdt haar geldbuidel stevig vast: symbool van haar hebberigheid. Een serpent sluipt uit haar mond, maar richt zich tegen de Afgunst zelf.
7. De laatste Ondeugd, de Wanhoop, heeft zichzelf het leven benomen door ophanging aan een touw. De balk waaraan die is vastgeknoopt buigt door onder haar gewicht. Een duivel voert haar ziel mee.

#### Het Laatste Oordeel

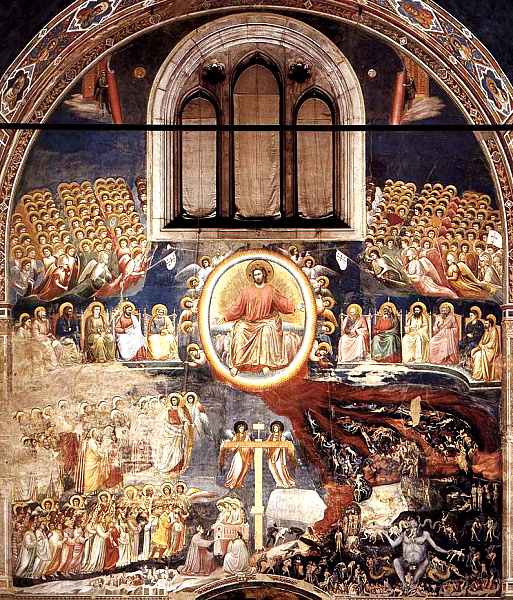
Het Laatste Oordeel

Overeenkomstig een eeuwenoude traditie in de christelijke iconografie is op de binnenzijde van de voorgevel het Laatste Oordeel afgebeeld.
Centraal troont Christus, omgeven door een regenboogkleurige mandorla. Daaromheen kondigen engelen met hun bazuingeschal de dag des oordeels aan. In een wijde kring rondom Christus zetelen de apostelen, die de scheiding vormen tussen de aardse en de hemelse zone. Boven hun hoofden zweven dichte engelenscharen. Het blauwe vlak naast het gevelraam verzinnebeeldt het uitspansel met de zon en de maan. Dit wordt nu opgerold door twee engelen, zodat daarachter de fonkelende muren van het hemelse Jeruzalem (het paradijs) tevoorschijn komen.
Links onderaan klimmen de doden uit hun graf; daarboven worden de uitverkorenen naar Christus' rechterstroon begeleid. Aan de rechterzijde worden de veroordeelden door duivels via stromen van vuur verdreven naar de hel, waar ze met sadistische folteringen worden bestraft en door het hellemonster worden verslonden en uitgescheiden.
Onder de Christusfiguur staat zijn kruis, gedragen door twee engelen. Aan de voet van het kruis wordt de kapel door Enrico Scrovegni aangeboden aan de drie Maria's. Het gebouw is duidelijk herkenbaar, en wordt ondersteund door de geestelijke die theologisch advies gaf voor de keuze van de scènes op de zijmuren. Waarschijnlijk heeft Scrovegni zichzelf laten afbeelden aan de zijde van de uitverkorenen omdat de kapel bedoeld was als graf voor hem en zijn familie.
Kunsthistorici vermoeden dat Giotto zichzelf heeft afgebeeld in de figuur met de rode mantel en de gele muts te midden van de mensengroep onderaan links.

## Andere kunstwerken

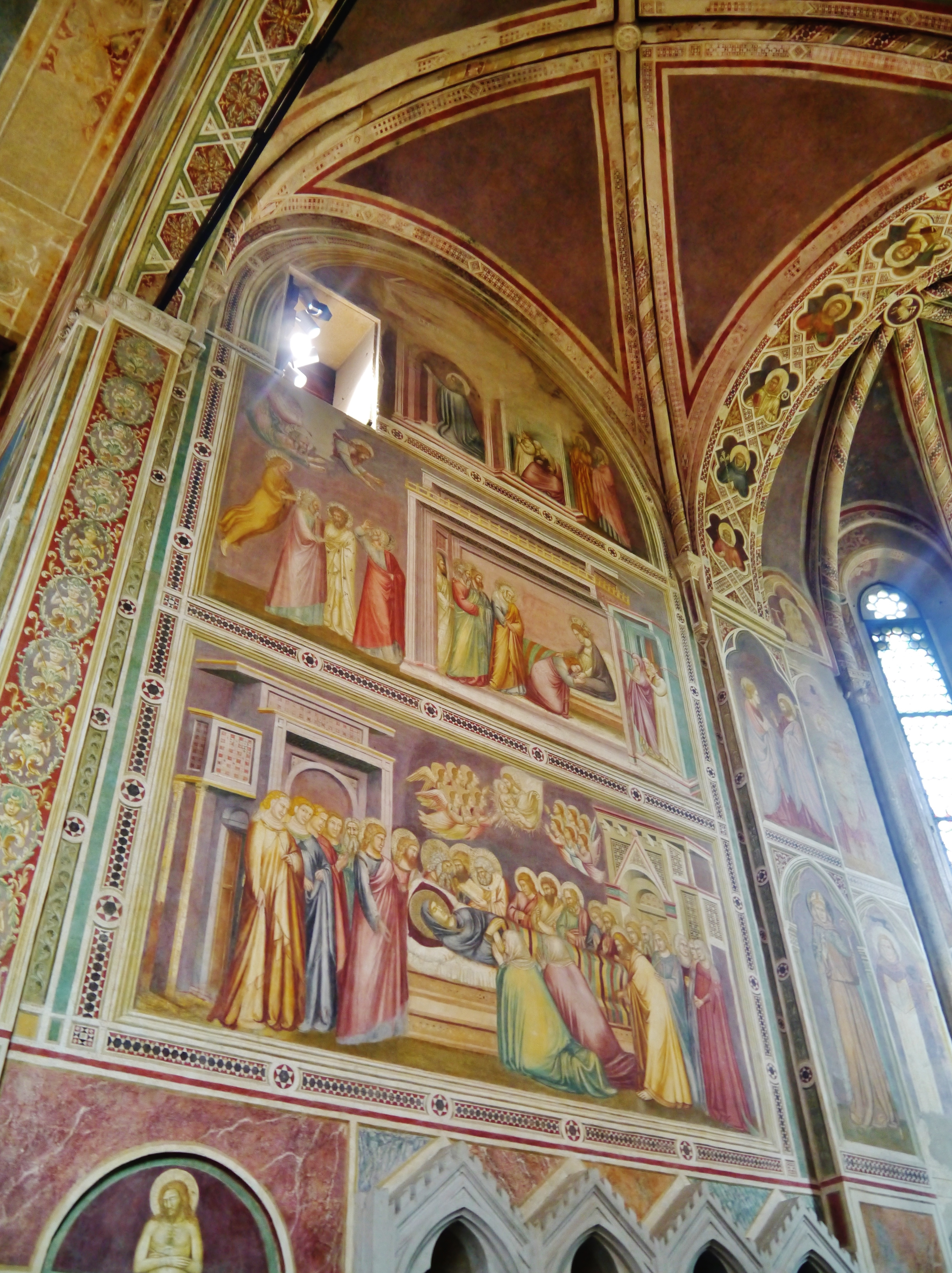
Noordelijke wand van de apsis
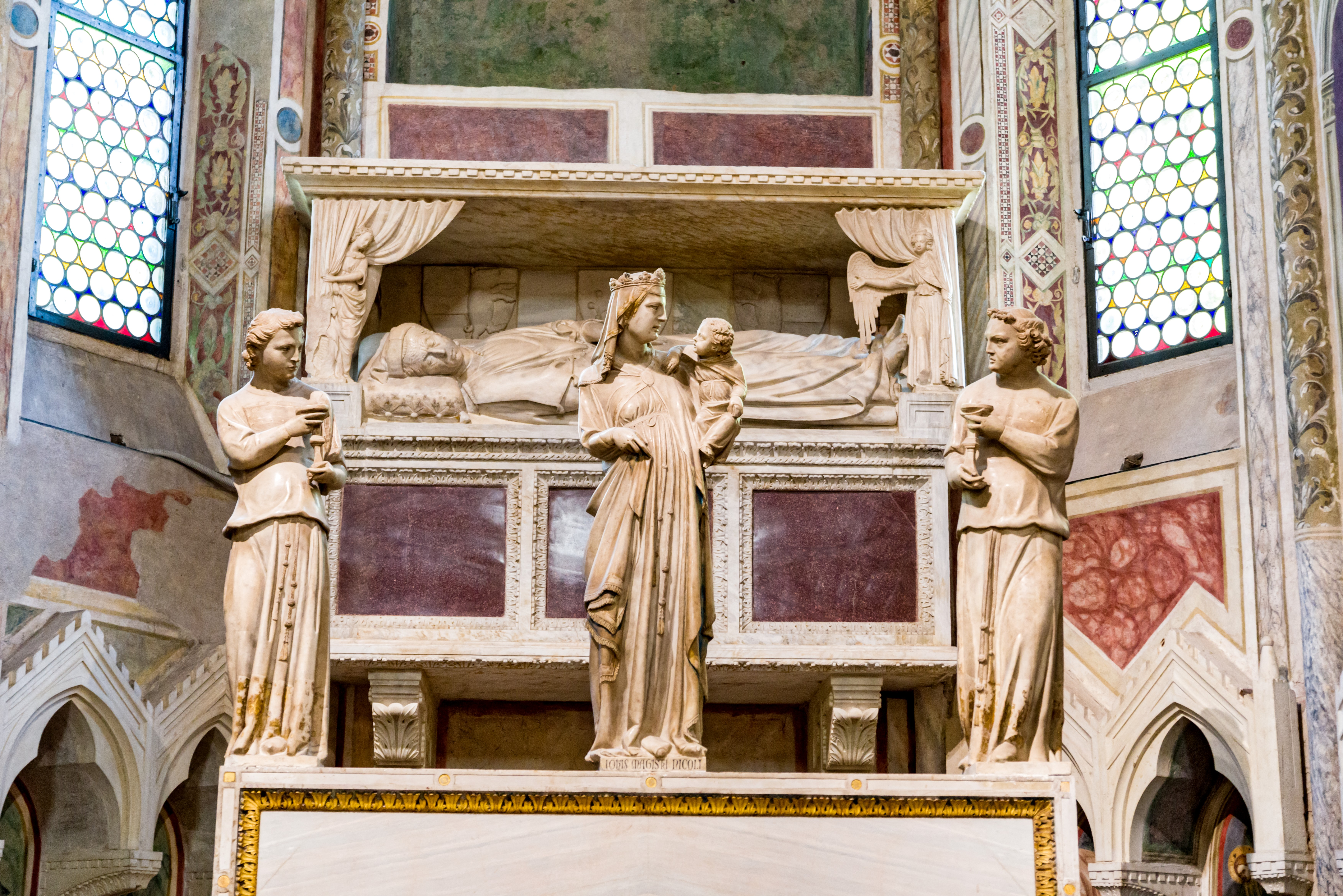
Grafmonument voor Enrico Scrovegni en beeldengroep op het altaar
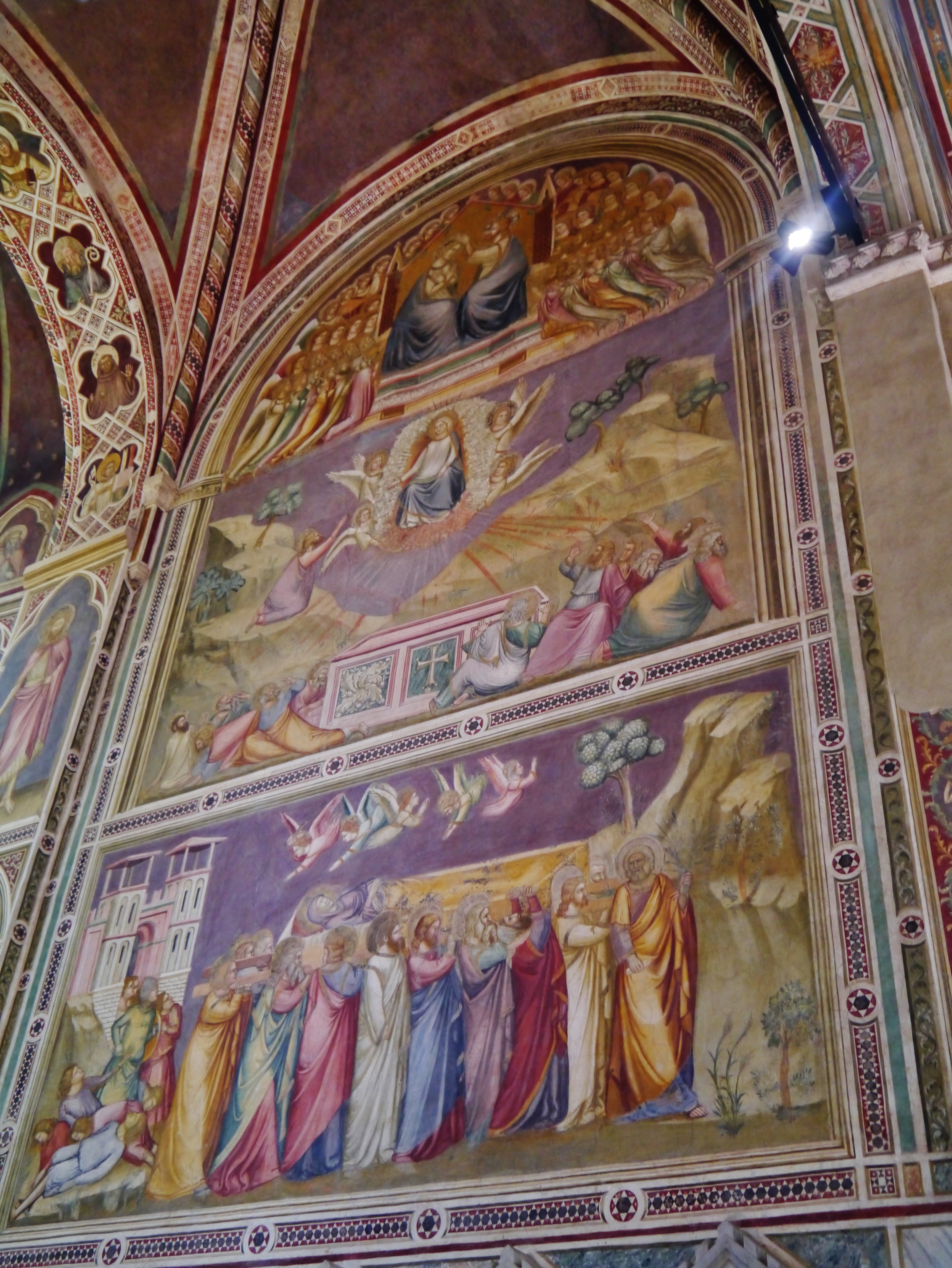
Zuidelijke wand van de apsis

Behalve de fresco's van Giotto zijn of waren in de kapel nog een aantal andere kunstwerken te zien:
- De muren van de apsis zijn tussen 1317 en 1320 beschilderd met zes fresco's die het levenseinde van Maria uitwerken vanaf de aankondiging van haar dood tot aan haar graflegging, tenhemelopneming en kroning in de hemel. De naam van de kunstenaar is niet overgeleverd, vandaar dat hij wordt aangeduid als "de meester van het koor van de Scrovegni-kapel". Duidelijk is in elk geval dat deze schilder de stijl van Giotto heeft gevolgd.
- Op het altaar in het koor staat de beeldengroep Maria met Kind tussen twee engelen, een werk dat de Toscaanse beeldhouwer Giovanni Pisano heeft vervaardigd in opdracht van Enrico Scrovegni.[47] Deze groep is gehouwen uit Carrara-marmer, en vertoont nog sporen van polychromie, met name het blauw van de mantel van Maria en het goud op het borduurwerk, de zomen van de kleding, de kandelaars en de kapsels.[48]
- Achter het altaar bevindt zich het muurgraf van de in 1336 overleden Enrico Scrovegni en zijn tweede echtgenote Iacopina d'Este. Dit monument werd pas omstreeks 1360 vervaardigd door de Venetiaanse beeldhouwer Andriolo de Santi, die zich voor het gezicht van Enrico baseerde op diens dodenmasker.[49]
- In het schip van de kerk staan tegen de zijmuren twee ambo's opgesteld.
- Voor deze kapel had Giotto ook een kruispaneel geschilderd, dat nu wordt bewaard in de Musei Civici (Stedelijke Musea) van Padua.[50]
- In de apsis stond het levensgrote marmeren standbeeld dat Enrico Scrovegni voorstelt, rechtopstaand in gebedshouding. Het is wellicht na zijn overlijden (20 augustus 1336) vervaardigd door een anonieme beeldhouwer die wordt aangeduid als "de meester van de graftomben van Scrovegni en Salomon".[51]

## Kunsthistorisch belang
Terwijl de Italiaanse schilderkunst vóór hem nog sterk was beïnvloed door de Byzantijnse stijl met roerloze, frontaal opgestelde personages tegen een vlakke (vaak gouden) achtergrond, laat Giotto de gotiek aanvangen in de schilderkunst. Hij toont zijn personages vanuit verschillende standpunten en laat ze vrij bewegen in een reële wereldse ruimte die hij verlevendigt met dieptewerking en perspectief. In tegenstelling tot het bovenaardse voorkomen van de figuren in de Byzantijnse stijl vertonen de zeer menselijke gelaatsuitdrukkingen en gebaren van Giotto's hoofdpersonages in deze kapel een totaal nieuw gamma aan gevoelens en stemmingen.
Bepaalde schildertechnieken en voorstellingswijzen die Giotto in deze kapel heeft toegepast, zijn niet eerder aangetroffen in de schilderkunst. Dit geldt vooral voor de toepassing van het perspectief, waarmee hij de scènes een diepte-effect geeft, en daarnaast ook voor onder andere de trompe-l'oeil en de stillevens in de coretti, en de imitatie van beeldhouwwerk in de grisailles van de sokkel. Opmerkelijk is ook de creatieve manier waarop Giotto speelt met de omkadering van de taferelen: zie bijvoorbeeld de herder die naast Joachim het kader lijkt binnen te stappen en daardoor slechts half zichtbaar is (scène 6), of de handen van Christus die reeds uit het gezichtsveld zijn verdwenen (scène 38), of de bovenste lijn van de omkadering van de zevende Ondeugd, die iets doorbuigt doordat de Wanhoop haar heeft gebruikt als balk om zich te verhangen.
Giotto's frescocyclus in de Cappella degli Scrovegni wordt beschouwd als zijn beste werk. De invloed van Giotto op de schilderkunst was zo groot dat de eerste helft van de 14e eeuw in de kunstgeschiedenis wordt omschreven als de "Giotto-tijd". Behalve in deze kapel is hij ook werkzaam geweest in twee andere belangrijke gebouwen in Padua, te weten de Basiliek en het Franciscanerklooster van Sint-Antonius (fresco's gedeeltelijk bewaard) en het Palazzo della Ragione (1309-1312; fresco's verwoest bij een brand in 1420). Zijn werken maakten van deze stad het belangrijkste centrum van schilderkunst in de Povlakte in de 14e eeuw. De eerste kenmerken van de gotiek (aandacht voor de werkelijkheid, plastische vormgeving, zorg voor decoratieve details) legden de basis voor de verdere ontwikkeling van de schilderkunst in Noord-Italië.
Op voorstel van de Italiaanse Commissie voor de UNESCO heeft het Werelderfgoedcomité van de UNESCO in juli 2021 in zijn 44e sessie de 14e-eeuwse frescocycli in Padua met onder andere de Cappella degli Scrovegni opgenomen in de Werelderfgoedlijst.

## Bezoek
De kapel is niet meer in gebruik als gebedsruimte, maar is een museale ruimte die aansluit bij de Musei Civici (Stedelijke Musea) van de stad Padua en kan worden bezocht na reservatie.
Omdat elke persoon door zijn ademhaling een bepaalde hoeveelheid damp verspreidt die de fresco's kan aantasten, wordt het bezoek beperkt tot vijftien of twintig minuten voor 25 personen per keer. Om het microklimaat in de kapel te beschermen verblijven de toeschouwers eerst een kwartier in een sluis, waar ze een videodocumentaire over de kapel te zien krijgen (in het Italiaans met Engelstalige ondertitels). Nadien treden ze de kapel binnen langs een doorgang in de zuidmuur van het schip, tegen het koor aan.
Het interieur van de kapel wordt verlicht met energiezuinige ledlampen waarvan de helderheid zich automatisch aanpast aan het binnenvallende daglicht. Daardoor is bezichtiging van de kapel onder alle weersomstandigheden en (in bepaalde periodes) ook na zonsondergang mogelijk. Het koor en de apsis zijn niet toegankelijk, maar kunnen wel vanuit het schip worden bekeken.

## Wetenswaardigheden

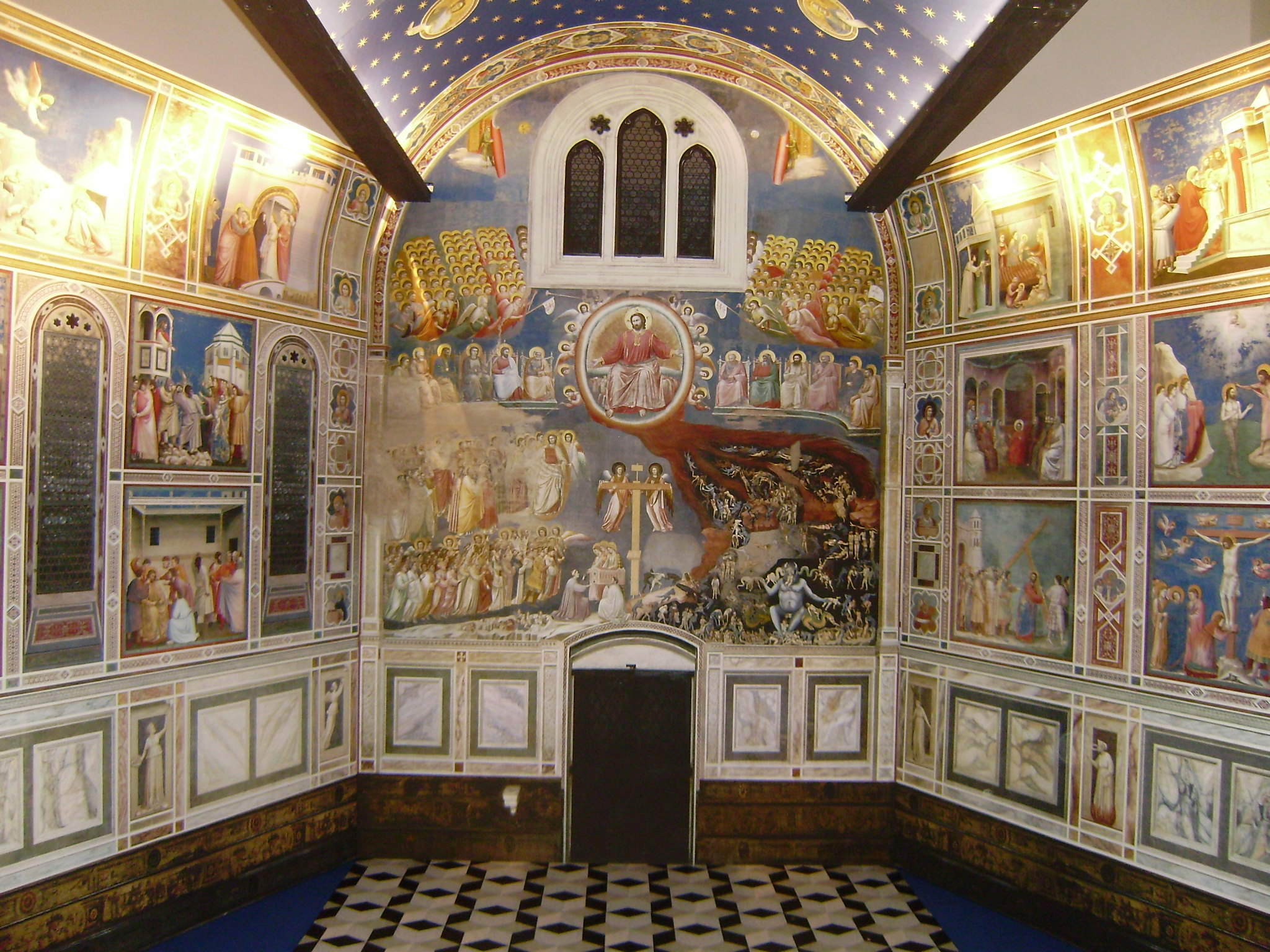
Maquette van de kapel

- De gouden aureolen rond de hoofden van de heiligen zijn in reliëf uitgevoerd: de bepleistering is dikker aan de bovenzijde zodat de aureolen naar beneden afhellen, waardoor hun gouden schittering naar de toeschouwers wordt weerkaatst.
- Na de restauratie van 2001-2002 werd van deze kapel een houten maquette op schaal 1:4 gemaakt met daarin een volledige fotografische weergave van de fresco's van Giotto. Deze maquette werd in 2003-2004 tentoongesteld in Brussel naar aanleiding van het festival Europalia, en is ook te zien geweest in onder andere Spanje, Duitsland, China en Israël.
- De veronderstelling dat de komeet van Halley Giotto's inspiratie vormde voor de voorstelling van de ster van Bethlehem vormde de aanleiding om de naam "Giotto" te schenken aan de ruimtesonde die de Europese Ruimtevaartorganisatie in 1985 heeft gelanceerd om deze komeet te bestuderen.